# Gobierno provisional ruso
El Gobierno provisional ruso (en ruso: Временное правительство России, romanizado: Vrémennoie pravítelstvo Rossíi) se formó en Petrogrado después de la abdicación del zar durante la Revolución de Febrero de 1917. Consistió en una serie de sucesivos gabinetes, principalmente de coalición entre políticos liberales y socialistas moderados, que trataron infructuosamente de resolver los graves problemas a los que se enfrentaba el país, enfrascado en la impopular Primera Guerra Mundial hasta el golpe de Estado en noviembre por los bolcheviques, ala radical del Partido Obrero Socialdemócrata de Rusia, en la Revolución de Octubre.
El primer gabinete estuvo formado exclusivamente por políticos liberales a excepción de Kérenski, del Partido Social-Revolucionario (SR), que ingresó en el Gobierno a título personal. Duró apenas dos meses antes de cesar durante la Crisis de abril debido a las diferencias sobre la guerra entre socialistas y los miembros más conservadores del Consejo de Ministros. Se formó entonces el primero de los varios Gobiernos de coalición entre liberales y socialistas. El príncipe Lvov se mantuvo al frente del nuevo Gobierno hasta después del fracaso de la Ofensiva Kérenski, la crisis con los miembros del Partido Democrático Constitucional (KD o kadetes) por la tensión con los nacionalistas ucranianos y las Jornadas de Julio, cuando lo sucedió Kérenski al frente de un gabinete temporal de socialistas y liberales independientes. Estos primeros Gobiernos realizaron una amplia labor de reforma política, pero no resolvieron los problemas más importantes para la población: el fin de la guerra, la reforma agraria, los cambios en las condiciones de los obreros urbanos y las aspiraciones de las minorías.
El nuevo acuerdo entre kadetes y socialistas surgido tras semanas de negociaciones puso fin a la crisis gubernamental del verano, pero no resolvió los desacuerdos entre ellos ni permitió avanzar en las reformas sociales y económicas exigidas cada vez con más insistencia por la población ni llevó a avances en el fin de la guerra. El verano trajo la radicalización de la situación en Rusia: mientras la derecha tendía a buscar una figura autoritaria que impusiese orden, acabase con la crisis y retomase la guerra con vigor, la izquierda reclamaba cada vez con mayor insistencia la aplicación de profundas reformas políticas sociales y económicas. La falta de resultados de las acciones del Gobierno y el fracaso del intento de golpe de Estado del comandante en jefe del Ejército, debilitaron tanto a la derecha como al Gobierno, al que se vio involucrado en el mismo, y reforzaron la posición de la izquierda radical, favorable a la toma el poder por los sóviets.
A mediados del otoño, la situación de crisis y la debilidad del Gobierno llevaron a la discusión abierta de un cambio de Gobierno y la formación de uno puramente socialista. Mientras en el campo los sóviets aceleraban una reforma agraria oficiosa y se independizaban de hecho de la administración central, en las ciudades crecía el apoyo a la izquierda radical; cuando los bolcheviques decidieron tomar el poder a través de los sóviets en el Segundo Congreso Panruso de los Sóviets, la oposición gubernamental fue mínima. La Revolución de Octubre puso fin al periodo del Gobierno provisional y dio paso a uno nuevo bolchevique, el Sovnarkom.

## Creación del Gobierno provisional

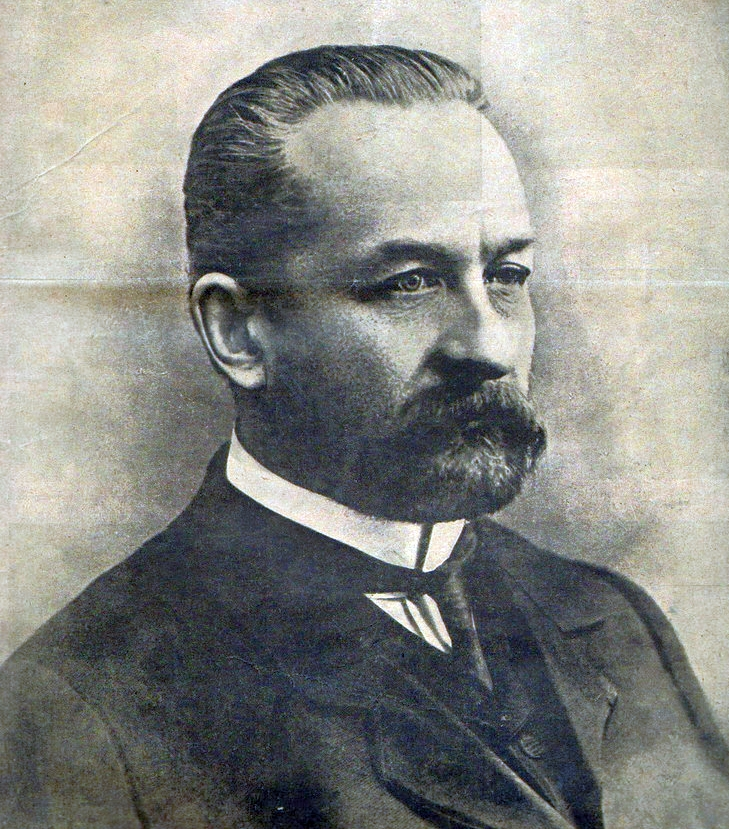
Gueorgui Lvov, prestigioso liberal y primer presidente del Gobierno provisional tras la Revolución de Febrero.

El Comité provisional de la Duma Estatal invitó al comité ejecutivo del Sóviet de Petrogrado a tratar la situación política el 1 de marzojul./ 14 de marzo de 1917greg. y se reunieron esa misma tarde. Para entonces el Comité ejecutivo provisional del Sóviet ya había decidido no ingresar en el nuevo Gobierno; la toma del poder no se había planteado. Reunión cordial entre los mencheviques Nikolái Chjeidze, Sujánov y Sokolov y los liberales Pável Miliukov, Aleksandr Guchkov y Gueorgui Lvov, los primeros se mostraron dispuestos a ceder el Gobierno a los segundos y a mantenerse fuera del nuevo Consejo de Ministros. A cambio del apoyo de los socialistas, estos exigieron la promulgación de derechos civiles (de asociación, de formación de partidos políticos, de libertad de prensa, etcétera). Debía liberarse además a los presos políticos, extenderse los derechos civiles a los soldados y convocarse cuanto antes una Asamblea Constituyente. Esta debía elegirse por sufragio universal, directo, igualitario y secreto y definiría la Constitución del país y su forma de Gobierno (proclama de 3 de marzojul./ 16 de marzogreg., al día siguiente de la formación del nuevo Consejo de Ministros).
El Sóviet de la capital ofreció públicamente su apoyo al nuevo Gobierno mientras se atuviese al acuerdo pactado, pero rechazó entrar en el mismo. El Comité ejecutivo del Sóviet rechazó la propuesta de los diputados de la Duma para incluir a Chjeidze y Kérenski en el nuevo gabinete, aunque Kérenski la aceptó por su cuenta y logró más tarde el respaldo del pleno del Consejo al día siguiente. El Sóviet de Petrogrado consideraba que la Revolución de Febrero, que había depuesto al zar, había sido burguesa y que, siendo así, los socialistas no debían formar parte del Gobierno. Este quedó entonces formado por liberales, conservadores moderados y Kérenski.

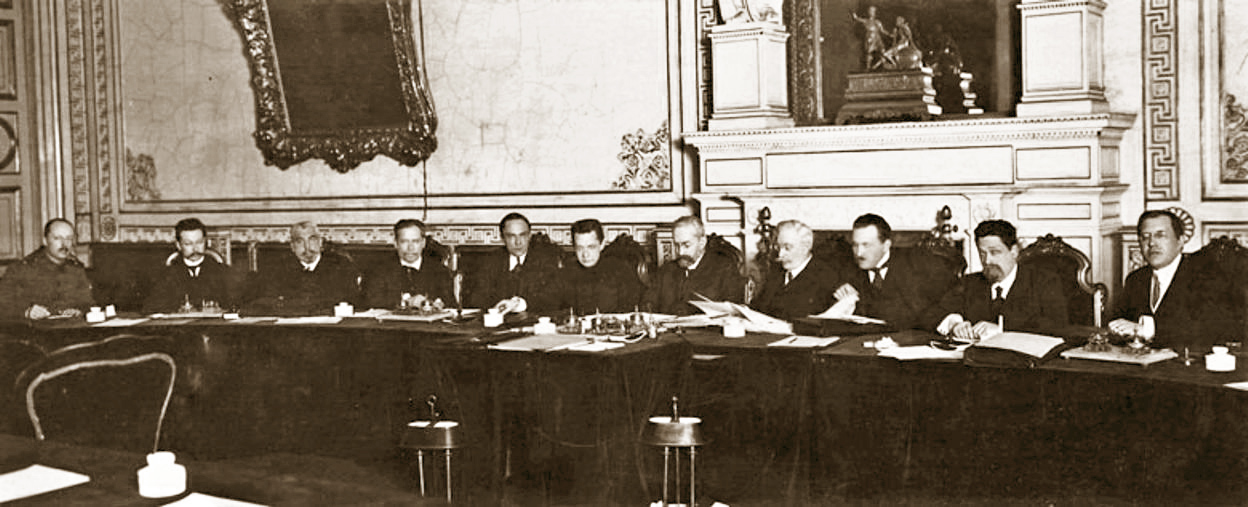
El Gobierno provisional en marzo de 1917.

Cuando el zar Nicolás II abdicó el 2 de marzojul./ 15 de marzo de 1917greg. y su hermano, el gran duque Miguel, rechazó el trono al día siguiente, el Gobierno provisional comenzó a regir Rusia de manera formal, pero su poder estaba en realidad limitado por la creciente autoridad del Sóviet de Petrogrado.
El nuevo Gobierno pareció tener inicialmente un apoyo abrumador y contó con muchas de las más brillantes figuras de los liberales rusos, como el nuevo primer ministro Gueorgui Lvov, progresista y respetado veterano del trabajo en los zemtsvos. La mayoría de sus miembros provenían del Partido Constitucional Democrático (KD) encabezado por Pável Miliukov, que ocupó la cartera de Asuntos Exteriores. El nuevo Consejo de Ministros, sin embargo, era débil y su autoridad era limitada en gran parte del país y en la propia capital. Los diversos nacionalismos del Imperio, las divisiones entre los socialistas y la oposición entre estos y los liberales menoscababan el poder gubernamental. En Petrogrado, quedó a merced del Sóviet de la capital. El deseo de la población de no limitar la revolución a reformas políticas, sino de que esta incluyera medidas sociales y económicas, complicó además desde el comienzo las relaciones entre liberales y socialistas. Las diferencias sobre la guerra —muy impopular— también dificultaron el entendimiento entre ambos grupos. La concepción provisional del Gobierno, el convencimiento de que solo aquel que surgiese de la Asamblea constituyente, elegida democráticamente por sufragio universal secreto, podría decidir las cuestiones fundamentales políticas, sociales y económicas, y los desacuerdos entre fracciones en el Gobierno hicieron que este pospusiese continuamente las reformas de importancia así como la convocatoria de elecciones a la Asamblea constituyente.

## Situación política
La Revolución de Febrero produjo un profundo cambio político; barrió temporalmente a las fuerzas a la derecha de los liberales, transformados repentinamente en los nuevos «conservadores» de la política nacional. Izquierda y derecha se dividieron en fracciones moderadas y radicales; las primeras forjaron una coalición para cooperar políticamente que caracterizó el periodo interrevolucionario. La izquierda, formada por socialistas, quedó dividida fundamentalmente en defensistas favorables a cooperar con los liberales y cuya principal figura fue el menchevique georgiano Irakli Tsereteli, y la corriente radical opuesta al Gobierno provisional, formada por socialrevolucionarios de izquierda, mencheviques internacionalistas, anarquistas y, principalmente, bolcheviques, con Lenin (que se encontraba en aquel momento en Zúrich) como figura más destacada. La primera dominó la mayoría de los sóviets hasta el otoño.
El grupo moderado se formó por la unión oficiosa de destacados dirigentes de diversos partidos socialistas: además del propio Tsereteli, los mencheviques Nikolái Chjeidze o Matvéi Skóbelev (presidente y vicepresidente del Sóviet de Petrogrado respectivamente), el también menchevique Fiódor Dan, los socialrevolucionarios Abraham Gotz y Nikolái Avkséntiev (presidente del Sóviet nacional de campesinos), el exbolchevique Vladímir Voitinski, el socialista popular Alekséi Peshejónov o el bundista Mark Liber. Reunidos a menudo de manera informal en la casa de Skóbelev para tratar los diversos asuntos, constituían el núcleo de la alianza menchevique-socialrevolucionaria que dominó la política rusa hasta el otoño. Su posición política se caracterizó por:
- El deseo de lograr una paz general negociada.
- Su intención de defender activamente el país hasta la consecución de la paz.
- Su disposición a colaborar con el Gobierno provisional y, a partir de mayo, incluso e ingresar en él en una coalición de liberales y socialistas. A esta iba unida una preferencia por resolver las diferencias con los liberales mediante la negociación y cierta renuencia a acudir al apoyo de las masas para reforzar su postura, temerosos siempre de desatar una guerra civil.[21]
- La defensa de amplias reformas sociales y económicas, aunque se mostraron dispuesto a posponer las medidas más controvertidas hasta la reunión de la asamblea constituyente o hasta el final de la contienda.
- Su defensa del proceso democrático como base de la decisiones políticas.
- Un constante temor a la contrarrevolución, que los llevó a no tomar medidas vigorosas para restaurar el orden público o la disciplina militar, que temían podían servir para favorecerla.[21] A este temor se unió la convicción de que el bloque no podía recibir amenazas reales de la corriente más radical.[21]
- El convencimiento de que la revolución tenía un carácter burgués y que la etapa socialista no había llegado aún.[21]

Este bloque moderado se hizo pronto con el control del Sóviet de Petrogrado y se multiplicó por todo el país: dominó la mayoría de los sóviets (consejos) y, tras las elecciones del verano, la mayoría de los ayuntamientos, además del Comité Ejecutivo Central Panruso surgido del Primer Congreso Panruso de los Sóviets celebrado en junio. A pesar de su disposición a colaborar con los liberales, los socialistas nunca abandonaron cierta hostilidad y recelo a las actividades de los partidos más conservadores, lo que complicó la cooperación. Contrarios a que los sóviets tomasen el poder, tampoco se mostraron dispuestos a someterse incondicionalmente a la autoridad formal del Gobierno.
La dualidad del poder político, dividido en la capital entre el Gobierno provisional y el Sóviet de Petrogrado y en el resto del país entre las instituciones de la administración y los diversos sóviets, se debía a la división social del país: mientras que el Gobierno y las administraciones representaban principalmente a las clases medias y altas, los sóviets lo hacían con las bajas; el primero trataba de realizar una reforma política sin grandes cambios en la estructura social y económica, mientras que los sóviets reflejaban los deseos de las clases desfavorecidas de llevar a cabo profundos cambios sociales y económicos.

## Principales problemas

### El Gobierno provisional y la desilusión del campesinado
En el campo, tras un primer momento de escepticismo y cautela con respecto a la caída del zar, la reacción general entre los campesinos fue de alegría. Esta actitud favoreció inicialmente al Gobierno provisional y la continuación de la guerra, pero el apoyo del campesinado al Gobierno no era incondicional y dependía de su actuación en favor de los intereses de los labradores, tal y como estos los entendían. La actitud del Gobierno en las tres áreas de mayor interés para los campesinos (la administración local, que esperaban que fuese elegida en los pueblos, la propiedad de la tierra, que deseaban pasase a sus manos tras ser expropiada a los terratenientes, y la política de abastecimiento de alimentos a las ciudades), no fue del agrado del campesinado.

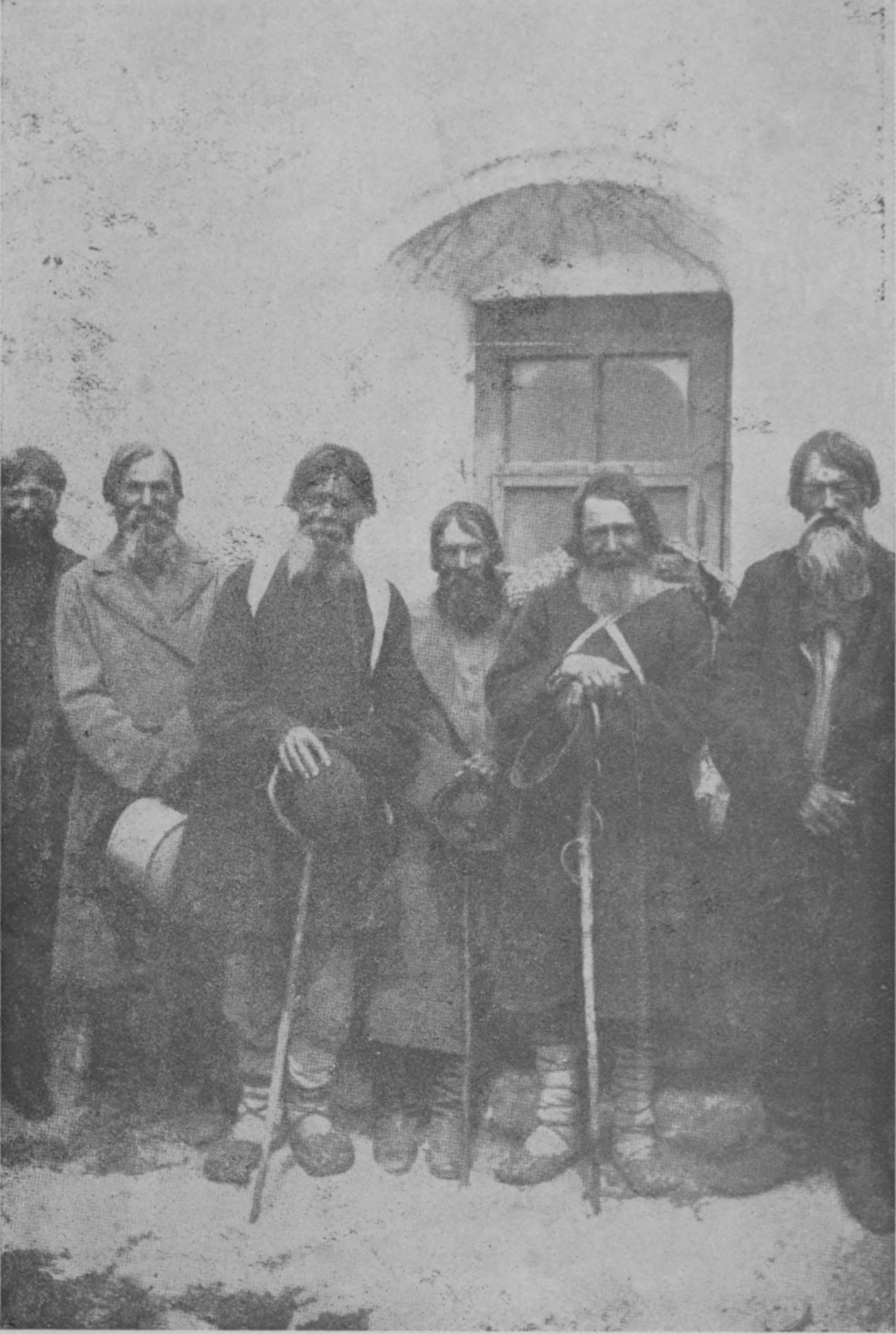
Campesinos rusos durante la época de la revolución. Para el campesinado, los objetivos de la revolución eran la entrega de las tierras de la Corona, los monasterios y los terratenientes a aquellos que las trabajaban y una mayor autonomía del campo respecto del Gobierno. La falta de acción gubernamental para satisfacer estas aspiraciones llevó a la desilusión de los campesinos con el Gobierno y a la ocupación de tierras, a menudo con la connivencia de los sóviets locales.

Aunque el 5 de marzojul./ 18 de marzo de 1917greg. el Gobierno abolió ciertos cargos zaristas como los gobernadores y vicegobernadores provinciales, recomendó a los sustitutos, presidentes de los zemstvos, mantener la administración anterior, incapaz de sustituirla por completo inmediatamente. Surgió una división notable entre las organizaciones surgidas en las aldeas y en los distritos (vólost), controladas por el campesinado, y las de las ciudades de provincias, uezd y provincias, dominadas por las clases urbanas e intelectuales, más cercanas al Gobierno. Si bien este aconsejaba consultar con las organizaciones locales formadas en numerosas ocasiones por los campesinos, indicaba también la conveniencia de incluir en estas a los terratenientes e intelectuales locales. A pesar de que estas medidas debían ser provisionales antes de entregar la administración a nuevas instituciones más democráticas, para cuando parte de estas medidas comenzaron a aplicarse, a finales del verano de 1917, el Gobierno había perdido el favor de los campesinos. Ante la lentitud de las reformas hasta la caída del Gobierno a comienzos de noviembre la administración en el campo quedó, en opinión de los campesinos, en manos de los antiguos amos, funcionarios zaristas y terratenientes que impedían su participación. El Gobierno parecía decidido a perpetuar el antiguo orden de poder con nuevos nombres.
La toma de tierras y haciendas de los terratenientes tampoco recibió la respuesta gubernamental que el campo esperaba: el Gobierno condenó severamente las ocupaciones y las revueltas en el campo, insistiendo en tratar legalmente el traspaso de propiedad y aconsejando paciencia a los campesinos. La utilización de la fuerza por parte del Gobierno para impedir las acciones de los campesinos, aunque esporádica, disgustó a estos y reforzó su percepción del mismo como representante de los intereses de los hacendados. En las regiones donde la comuna (mir) había sido la forma tradicional de reparto de tierra entre los campesinos de la aldea, la idea de que cada familia solamente debía poseer la tierra que pudiese trabajar estaba muy arraigada, y llevaba a considerar a los terratenientes absentistas como parásitos del campo. Consideraban que sus problemas económicos acabarían con el inmediato reparto de las tierras de los hacendados, que debían otorgárseles de forma inmediata y sin necesidad de compensar a los antiguos propietarios.
La política agraria del Gobierno era completamente insatisfactoria para los campesinos. Dirigida a aumentar la producción y a asegurar el abastecimiento de las ciudades y del Ejército, ordenaba la recogida de información que permitiese a la futura Asamblea Constituyente Rusa resolver el problema agrario, manteniendo mientras la propiedad y estructuras existentes. Aunque lógica, la actitud del Gobierno era políticamente insostenible en el ambiente de 1917, ya que imponía un retraso en la reforma agraria al que se oponían los campesinos. Las prioridades del Gobierno y de los campesinos no coincidían, lo que llevó pronto al conflicto entre las dos partes. La expropiación de las fincas reales y aristocráticas, la anulación de las leyes de Stolypin, la prohibición de la venta de tierras o la instauración de los comités agrarios eran medidas demasiado conservadoras para satisfacer al campesinado. Los comités agrarios nombrados para recabar la información deseada y gestionar las disputas sobre las tierras a menudo quedaron en manos de elementos no campesinos, y fueron impopulares en el campo. Mal vistos por los campesinos y sin una estructura clara, tampoco contaban con fuerza alguna para imponer la política gubernamental en el agro. Los niveles más bajos de la jerarquía de comités agrarios, por el contrario, sí que quedaron en general en manos de los propios campesinos, que los utilizaron a menudo para gestionar las tomas de terrenos de los terratenientes.
Para tratar de garantizar el suministro de alimentos, crucial para el mantenimiento del nuevo régimen y para la caída del zar, el Gobierno decretó el 25 de marzojul./ 7 de abril de 1917greg. el monopolio de los cereales y el establecimiento de un comité de abastecimiento, al que era obligatorio vender las cosechas a precios fijos. La inflación desbordada, el transporte ineficiente y la escasa producción de artículos de primera necesidad para los campesinos—la industria estaba dirigida a la producción bélica— hicieron que un número creciente de estos se negase a entregar a precio fijo sus cosechas al Gobierno, lo que creó escasez en las ciudades y el campo, desabastecido. Los intentos de resistencia de los grandes propietarios consistieron en reclamar el amparo gubernamental, tratar de detener las siembras, realizar ventas ficticias a ciudadanos extranjeros para evitar la expropiación o intentar recabar el apoyo de las antiguas administraciones. Los comités, nuevamente no formados por campesinos, no contaban tampoco con los medios para obligar a los campesinos a ceder sus cosechas por la fuerza. El campo, radicalizado tardíamente comparado con las principales ciudades, se limitó en la primavera y comienzos del verano a hostigar a los terratenientes, pero en el otoño los campesinos ya quemaban abiertamente las cosechas, destrozaban las haciendas y asesinaban a sus propietarios. Para entonces también se había agudizado la escasez de productos manufacturados básicos que utilizaban los campesinos y que también afectó a otros trabajadores; la enorme demanda del Ejército, el transporte deficiente y el propio aumento de las necesidades civiles contribuían a la penuria.
Las diferencias sobre la política agraria entre liberales y socialistas agravó además la tendencia gubernamental a posponer las medidas a la futura reunión de la asamblea constituyente. A pesar del nombramiento del prestigioso socialrevolucionario Víctor Chernov como ministro de Agricultura del primer gabinete de coalición en mayo, este resultó incapaz de vencer la oposición de sus colegas ministros y de su propio partido a aplicar una reforma agraria general; la pasividad gubernamental favoreció la ocupación de tierras por los campesinos, que el Gobierno no podía evitar por la fuerza. A pesar del crecimiento de la violencia en estas acciones según avanzó el año y de casos de asesinatos de terratenientes, en general la revolución campesina fue incruenta; los campesinos estaban en general más interesados en el reparto de las tierras y bienes de aquellos y en asegurar la imposibilidad de su regreso.
A finales del verano, el Gobierno había perdido todo control efectivo sobre el campo ruso, que quedó en manos de los comités locales formados por campesinos que dirigieron la toma de las tierras. Privado de una administración y de una fuerza capaz de impedirlo, el Gobierno se mostró impotente para detener la reorganización del campo.

### El Gobierno y la Guerra mundial

#### El Gobierno provisional y el control de las fuerzas armadas
Desde los primeros días de la Revolución de Febrero, el Gobierno fracasó en sus intentos de tomar el control de las fuerzas armadas, que quedaron en la práctica bajo la influencia de los sóviets. La elección de representantes militares para los sóviets, la aprobación de la Orden número 1, que limitaba la autoridad del gabinete a la política del Sóviet de Petrogrado y la cercanía del programa de paz de este a los deseos mayoritarios de los soldados reforzaron la autoridad de los sóviets y frustraron el control gubernamental de las fuerzas armadas.
Desde que en la crisis de abril las tropas de la guarnición capitalina —unos 180 000 soldados más otros 152 000 en las localidades cercanas— siguiesen las órdenes del Sóviet de Petrogrado y no las del general Lavr Kornílov, comandante de la misma, el Gobierno no tuvo más remedio que tratar con las unidades de Petrogrado a través del Sóviet de Petrogrado. El Gobierno no contaba en realidad con tropas realmente fieles: las unidades revolucionarias tendían a seguir las directrices de los grupos de extrema izquierda. Los intentos, ilegales, del propio Gobierno de frenar la propaganda derrotista de los periódicos entre las tropas, resultaron inútiles. A finales de julio, el gabinete restauró la censura militar en la prensa a petición del alto mando y ante su ineficacia, trató de eliminar la prensa derrotista. La propaganda derrotista, principalmente bolchevique, era mucho más eficaz que la del Gobierno, que rara vez llegaba a los soldados, y era mucho más cercana a los sentimientos de estos, los más afectados por la guerra. Había sido el propio Gobierno, no obstante, el que había permitido la discusión política a los soldados que no se encontrasen de servicio, por presión de la izquierda y contra la opinión de los mandos; la posibilidad de debatir, la propaganda derrotista y la crisis de avituallamiento del frente hicieron que el extremismo político de izquierda se extendiese rápidamente entre las tropas.
Como en el caso de otros grupos, las exigencias de los soldados —unos siete millones en el frente y otros dos millones y medio en las guarniciones de retaguardia— al comienzo de la revolución eran moderadas, centradas principalmente en la democratización del Ejército y el fin de los privilegios de los oficiales y de la humillación de las tropas. La incapacidad del grueso de los mandos para adaptarse a la nueva situación, el respaldo del Gobierno a los oficiales y la fundada sospecha de que las llamadas a recuperar la disciplina militar y la preparación de una ofensiva tenían además una segunda intención contrarrevolucionaria llevó al descrédito del Gobierno entre los soldados. La guarnición de la capital, opuesta desde el comienzo a la continuación de la guerra, fue perdiendo su inicial confianza y apoyo hacia los dirigentes socialistas moderados ante la falta de reformas. El fallido golpe de Kornílov a principios del otoño aceleró definitivamente el proceso de oposición de las tropas al Gobierno de coalición social-liberal y la exigencia de que el Sóviet de la capital tomase el poder.
En el frente, las malas condiciones de las tropas por el desabastecimiento hizo crecer las deserciones; en su mayoría «campesinos uniformados», muchos de los desertores regresaron a sus aldeas llevando con ellos el radicalismo que ya crecía en las ciudades y que se extendió de esta manera por las provincias. Además de los agitadores bolcheviques que el partido enviaba a las provincias, los soldados de permiso o que habían desertado actuaban también como propagandistas de las posiciones extremistas en asuntos políticos y sociales, a menudo con gran efecto en las poblaciones del agro ruso. Las deserciones eran numerosas ya incluso en la primavera: en el frente suroeste se calculaba que unos dos mil soldados desertaban al día empleando los ferrocarriles a mediados de abril. La llegada de los desertores a las guarniciones de la retaguardia afectó a la moral de estas, además de influir en el campo; en el otoño, se contaban alrededor de dos millones de ellos por todo el país.

#### Los planes de paz

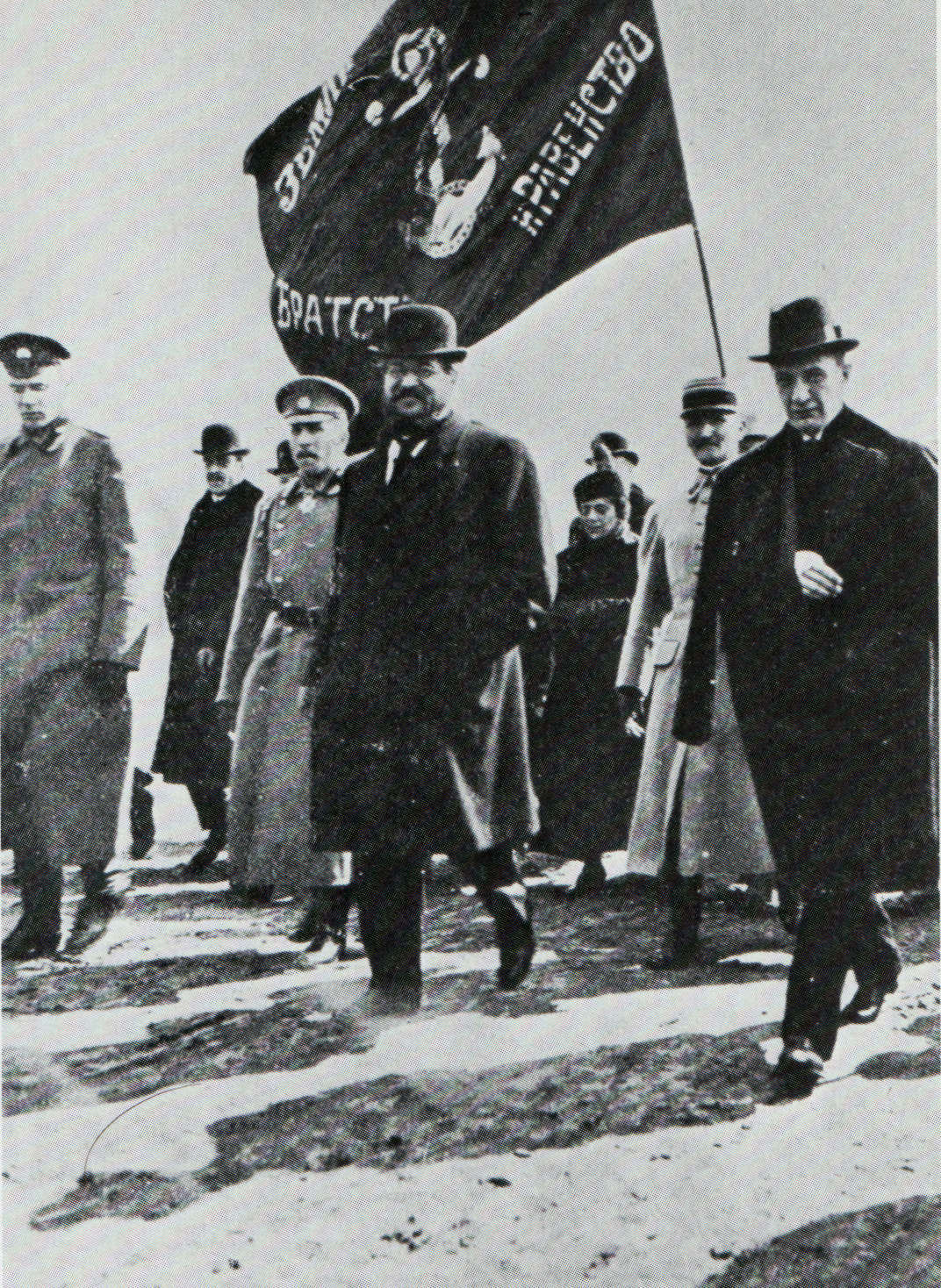
Kornílov, el socialista francés Albert Thomas y Kérenski en las celebraciones del Primero de mayo. Los socialistas Aliados de visita en Rusia se opusieron a los planes de paz del Sóviet de Petrogrado, que fracasó.

La guerra era el principal problema del país: la ausencia de paz impedía atender otros o satisfacer las aspiraciones de la población. Dado el deseo de paz de la población, pero su oposición inicial a una rendición incondicional o a una paz separada con los Imperios centrales, al principio del periodo revolucionario la actitud con mayor respaldo resultó ser la de los defensistas revolucionarios, que abogaban por una paz sin anexiones y la defensa de Rusia mientras se alcanzaba. Esta actitud, representada principalmente por el menchevique Irakli Tsereteli, fue rápidamente adoptada por la mayoría del Sóviet de Petrogrado y permitió a sus seguidores dominar el órgano. Una vez controlado el Sóviet, los defensistas se propusieron imponer al Gobierno su plan de paz, lo que llevó a la primera crisis de Gobierno por la oposición de Miliukov a aceptar los objetivos de los defensistas revolucionarios y su defensa de la continuación de los combates hasta la victoria. Miliukov defendía el mantenimiento de los objetivos bélicos del antiguo régimen. Los ministros de Defensa, primero Guchkov y más tarde Kérenski, respaldaron la continuación de la participación rusa en la contienda.
Los dirigentes mencheviques que controlaban el Sóviet de la capital (Petrogrado) se propusieron la firma de una paz sin anexiones ni indemnizaciones, para lo que llevaron a cabo una actividad paralela en el Sóviet y en el Gobierno desde su ingreso en este en mayo. Su plan consistía en la reconstitución de la Segunda Internacional y posteriormente en la convocatoria de una conferencia socialista en Estocolmo que debía conducir al apartamiento del poder de las burguesías nacionales y la toma del poder de los socialistas, la firma de la paz y el surgimiento de un nuevo orden económico y social en las distintas naciones. Para ello necesitaban la cooperación de los renuentes socialistas del resto de países beligerantes y de sus Gobiernos. Los socialistas Aliados que acudieron a Rusia tras la Revolución de Febrero, sin embargo, estaban más interesados en reforzar el esfuerzo bélico ruso que en las propuestas de paz del Sóviet de Petrogrado. Las condiciones impuestas por los socialistas de los países Aliados negaban en la práctica su renuente aquiescencia a la convocatoria de la conferencia socialista propuesta por los rusos. El acuerdo entre el Sóviet y aquellos resultó imposible, lo que imposibilitó el resurgimiento de la Internacional e hizo fracasar el plan de paz. Los Gobiernos Aliados, por su parte, tampoco de mostraron dispuestos a cooperar y prohibieron el viaje de sus ciudadanos a Estocolmo (franceses, italianos y estadounidenses a finales de mayo y comienzos de junio, más tarde los británicos). Dada la intención del Sóviet de Petrogrado de continuar la defensa del país hasta la consecución de la paz deseada, el fracaso de sus propuestas de paz condujo a que la beligerancia de Rusia continuase. El Gobierno, enfrentado a la hostilidad Aliada a los planes de paz, se limitó a apaciguar a la opinión pública rusa y dar sensación de actividad, pero sin avance real alguno ya a comienzos del verano. El temor a la hegemonía alemana, la sospecha de que Rusia ya no era considerada un aliado útil por sus coaligados de la Entente y el apego a la alianza con Gran Bretaña y Francia hicieron que el Gobierno no se plantease presentar un ultimátum amenazando con abandonar el conflicto en caso de que no se satisficiesen sus exigencias de paz.
En parte para reforzar su posición negociadora, tanto el Sóviet de Petrogrado como el Gobierno provisional fomentaron la preparación de una ofensiva militar durante el verano que, tras efímeros avances, acabó en derrota y aceleró la desintegración del Ejército y, con él, la fortaleza de la posición negociadora rusa ante sus aliados.
Tras las crisis gubernamentales del verano, la diplomacia rusa, tanto del Gobierno como del Sóviet, retomó con nulo éxito los esfuerzos por lograr la paz, cada vez más deseada por la población según se acercaba el invierno. La falta de resultados desprestigió a los socialistas moderados, incapaces de adoptar un plan alternativo o de aceptar una paz separada con Alemania. El Gobierno británico finalmente se negó a extender pasaportes a sus ciudadanos para acudir a la conferencia socialista de Estocolmo a mediados de agosto y a comienzos de septiembre los defensistas tuvieron que admitir que las probabilidades de lograr la paz a corto plazo siguiendo su plan eran despreciables. La vacilación de los socialistas Aliados, la oposición de sus Gobiernos, la falta de apoyo entre la población de estos países y la aparente falta de respaldo del propio Gobierno ruso desbarataron los planes de los socialistas moderados, lo que reforzó la posición de los bolcheviques, única fuerza que parecía prometer una paz inmediata. Pocos días antes del derrocamiento del Gobierno provisional por los bolcheviques, los Aliados expresaron su oposición a aceptar a un delegado del Comité Ejecutivo Central Panruso (Matvéi Skóbelev) en la próxima conferencia interaliada que, aclararon, no trataría sobre la paz ni sobre una posible revisión de los objetivos de los beligerantes, sino de cómo revitalizar las operaciones militares. El empeño de los Aliados en la victoria militar y su convencimiento de que esta era posible, especialmente tras la entrada en guerra de los Estados Unidos, impidieron que fructificasen los intentos de los defensistas revolucionarios de lograr una paz negociada y paralizaron la acción política de estos. La actitud Aliada de alargar las conversaciones con los rusos frustró los intentos rusos de lograr una paz que no fuese una victoria total, pero al precio de favorecer a los bolcheviques. El Gobierno provisional se mostró lento en sus acciones a favor de la paz y, desde comienzos de verano, cada vez menos interesado en tratar la cuestión con los Aliados, considerando que el momento no era propicio para lograr un acuerdo con estos. La población y especialmente los soldados esperaban la firma rápida de la paz y el regreso a sus hogares para comenzar la repartición de las tierras; la falta de resultados hizo que un número creciente abandonase su anterior actitud defensista para pasar a respaldar a los bolcheviques. La incapacidad de los sucesivos gabinetes de alcanzar la paz desprestigió intensamente al Gobierno provisional.

### Los nacionalismos
La caída de la autocracia fomentó el crecimiento de los nacionalismos del antiguo Imperio ruso, que surgieron con diversa fuerza y variadas exigencias, desde modestas autonomías culturales hasta la independencia. Estos movimientos se fueron radicalizando a lo largo de 1917, aunque las exigencias de independencia total de la nueva república rusa escasearon.
Socialistas y liberales coincidían en oponerse a reformar el Imperio de acuerdo a divisiones culturales y religiosas, a pesar de su deseo de reforzar los Gobiernos locales. Trataron de impedir la secesión de las diversas minorías culturales del país y de posponer las medidas sobre posibles autonomías hasta la convocatoria de la Asamblea constituyente, que confiaban respaldaría la centralización del país. Tanto el Sóviet de Petrogrado como el Gobierno provisional se opusieron a las exigencias políticas de las minorías no rusas del Imperio. Se rechazó también la reforma de las unidades militares para crear nuevas formaciones de acuerdo a la nacionalidad. El Gobierno confiaba además que las nuevas libertades políticas acabasen con las tensiones nacionalistas y consideraban este problema como secundario. Los bolcheviques y el resto de la izquierda radical se mostraron más favorables a las exigencias nacionalistas, pero de una manera vaga.
El Parlamento de Finlandia se encontró con la desaprobación de socialistas moderados y liberales al proclamar la autonomía y estos trataron de retrasar las negociaciones con los nacionalistas ucranianos hasta que finalizase la guerra. El 6 de diciembre de 1917, el Parlamento adoptaba la Declaración de independencia de Finlandia. La proclamación de una amplia autonomía por la Rada Central Ucraniana el 10 de juniojul./ 23 de junio de 1917greg. fue rechazada por el Gobierno provisional, que rogó a la Rada que pospusiese cualquier medida hasta la reunión de la Asamblea constituyente. La negativa de la Rada y las posteriores negociaciones entre las dos partes (véase Guerra de independencia de Ucrania) precipitaron la crisis de Gobierno que en julio acabó con el primer Gobierno de coalición por la dimisión en bloque de los ministros kadetes, opuestos a las concesiones a los ucranianos. Únicamente el último gabinete de coalición del otoño prestó cierta atención a los nacionalismos y realizó algunas concesiones tardías que no satisficieron a los nacionalistas de las minorías y que, en última instancia, quedaban condicionadas a las decisiones de la Asamblea constituyente.

### Las exigencias de los obreros
Al comienzo del periodo interrevolucionario, las exigencias de los trabajadores eran reformistas y buscaban mejorar las condiciones de vida y trabajo, a menudo insalubres y peligrosas: implantación de la jornada de ocho horas, subidas de salarios, fin de los abusos de la patronal, seguro por enfermedad, descansos para comidas, campamentos para los niños, sanatorios... En general, se centraban en abandonar la miseria, limitar el horario laboral y mejorar las condiciones de vida y de trabajo. El apoyo al Gobierno fue desde el comienzo tibio, al contrario que a los sóviets (consejos), a los que los obreros dirigían la mayoría de sus reivindicaciones. Entre las peticiones políticas, la exigencia de una inmediata convocatoria de la Asamblea constituyente elegida por sufragio universal —incluyendo el voto femenino— y secreto era más habitual que la de la implantación del socialismo. El país se consideraba de hecho una república y no se planteaba la vuelta a la monarquía. El derrotismo era todavía minoritario.
La reacción represora del empresariado radicalizó a los trabajadores, a pesar de las peticiones de moderación del Gobierno y del Sóviet de Petrogrado. Los obreros respondieron creando comités fabriles y, en ocasiones, tomando el control de la fábricas y atacando a capataces y dueños de estas. El número de bolcheviques y anarquistas, ambos extremistas, elegidos como representantes en los comités, en los consejos y en las juntas sindicales fue creciendo con el tiempo. Los comités fabriles se fueron convirtiendo en un poder alternativo al del Sóviet de la capital y al gubernamental. Muy cercanos a las fábricas y talleres donde se los elegía, eran organismos primordiales para expresar las aspiraciones de los trabajadores y rechazados en general por los industriales, particularmente por sus deseos de supervisar el funcionamiento de las fábricas. A finales de mayo, en un gran congreso de comités de fábrica con representantes de 300 000 obreros, se creó un comité central de mayoría bolchevique y se abogó por la creación de una milicia obrera y del traspaso del poder a los sóviets.
Los industriales comenzaron por ceder a las exigencias de aumentos salariales de los obreros —principalmente en las grandes ciudades, con más resistencia en las localidades de tamaño medio y en las pequeñas fábricas—, pero la inflación acabó ya en el verano con la mejora en la situación económica de estos y las nuevas peticiones fueron rechazadas, en parte por razones políticas y en parte económicas: los beneficios empresariales habían desaparecido con el gran aumento de los costes de las materias primas, el combustible, los sueldos y la caída en la productividad. Incapaz de controlar la mayoría de los costes de producción, el empresariado ruso se centró en los salarios, lo que lo enfrentó a los trabajadores. Mientras los primeros deseaban asociar los salarios a la productividad, los segundos deseaban que se ajustasen al coste de la vida. Las exigencias obreras de supervisar las fábricas se vieron en general rechazadas por los industriales. Los trabajadores sospechaban que los recortes tenían un objetivo político, cuando en realidad la mayoría de las veces tenían un origen económico. Los obreros percibían los cierres de empresas como un ataque a la revolución y esta impresión reforzaba la reivindicación de traspasar el Gobierno a los sóviets, que debían defender sus intereses. Algunos de estos cierres, especialmente en el verano, tenían efectivamente carácter político y estaban organizados por los empresarios para presionar al Gobierno y a los trabajadores. El enfrentamiento llevó a un aumento de las huelgas y de la tensión entre las dos partes. La vacilación del Gobierno entre las exigencias del proletariado y las del empresariado defraudó a ambos. Los intentos de mediación fomentados por el Gobierno fracasaron en una serie de conversaciones en las que las cuestiones se delegaban a diversas comisiones y los industriales alegaban problemas financieros para aceptar las reformas exigidas por los representantes obreros. Los industriales comenzaron a clamar por un «Gobierno fuerte» que favoreció a los conservadores a final del verano; los obreros, por una mayor intervención gubernamental en la industria, incluso por la socialización de las fábricas. La oposición del Gobierno y la falta de respaldo de la dirección del Sóviet de Petrogrado a los comités fabriles condujo a que estos apoyasen cada vez más a la izquierda radical. La continua inflación, la guerra y la pobreza alimentaron el creciente extremismo obrero.

### El abastecimiento de las ciudades y del frente
El problema del transporte, incapaz de abastecer a la vez al frente y de satisfacer las necesidades de los civiles de las ciudades, se agravó tras la caída de la autocracia, en parte por las acciones de los propios ferroviarios. Frente a los 4272 km de líneas construidos el año anterior, en 1917 solo se instalaron 995, el número de vagones disponibles se hundió de 463 419 a 174 346 y también lo hizo el número de locomotoras; el transporte por ferrocarril era caótico. El importante transporte fluvial, gestionado por empresas privadas, era también muy deficiente y apenas controlado parcialmente por el Estado desde 1916. Las condiciones de los trabajadores de este transporte eran tan malas que creció el número de los que cambiaban de trabajo; el número de barcos disponibles también decreció con la guerra y muchos se hallaban en malas condiciones. El sistema de carreteras era tan anticuado y la falta de animales de tiro tan grande debida a las requisiciones del Ejército (dos millones de caballos) que no tenía un papel relevante en los transportes rusos. La falta de estos animales complicaba sobremanera el traslado de las cosechas hasta las estaciones de ferrocarril y reducía las zonas que aprovisionaban al resto del país. La crisis del transporte condujo al desabastecimiento, inflación y paro por falta de materias primas en las ciudades, el desperdicio en el campo, la especulación en el comercio, el deterioro de las comunicaciones y problemas en el suministro del frente; todo ello facilitó la radicalización de la revolución. La capital, con gran población y dependiente del abastecimiento exterior, sufrió pronto la inflación y la escasez de alimentos, al igual que Moscú. Los ferroviarios, a pesar de estar mal pagados, tardaron, sin embargo, en mostrar activamente su descontento mediante huelgas hasta comienzos del verano. El Gobierno trató de retrasar la satisfacción de las exigencias de estos hasta la convocatoria de la asamblea constituyente y trató en vano de calmar los ánimos con subidas de algunos sueldos, en parte por no contar con los fondos para más.
A comienzos del periodo interrevolucionario, al problema del transporte se añadía la imposibilidad de satisfacer a la vez las necesidades del Ejército y de la población civil: se calcula que el país contaba con grano únicamente para el 50 % de las necesidades del primero y apenas el 41 % de las de la segunda. Los campesinos preferían vender sus productos al Ejército, en parte por el carácter campesino de la mayoría de los reclutas. Ya en la primavera, las principales zonas productoras de alimentos habían comenzado a guardar sus excedentes y a no surtir a las ciudades y a otras regiones menos favorecidas. Las ciudades se mostraron además incapaces de abastecer de productos manufacturados al campesinado y a la propia población urbana debido al gran consumo del Ejército, las malas comunicaciones y el aumento de la demanda. Las fábricas sufrían además de falta de combustible para operar. La hostilidad política entre trabajadores y patronos afectaba también a la producción. El enorme aumento del precio de los productos manufacturados y la imposición gubernamental poco después de la revolución de un precio fijo por el grano acrecentaron el desabastecimiento de las ciudades al desincentivar la venta de este por los campesinos; los escasos esfuerzos del Gobierno por imponer precios fijos también a los productos manufacturados de primera necesidad fueron inútiles. Los campesinos, convencidos de la próxima desaparición de los impuestos e incapaces de comprar los productos industriales que deseaban con la venta de su grano a un precio excesivamente bajo, no veían razón para hacerlo.
El Ejército, que había crecido en millones en 1916, tampoco recibía la cantidad de alimentos necesarios para mantener a las tropas y la recomendación de reducir el número de efectivos para no tener que reducir las raciones no fue aceptada por las autoridades. El desabastecimiento de las tropas fomentaba el descontento y la insubordinación. Los pertrechos también escaseaban, en parte por la crisis política que redujo la producción de armamento, muy concentrada en la capital. La falta de suministros fue crucial en la decadencia del Ejército y en el aumento de las deserciones, que contribuyeron a desbaratar aún más el sistema de transporte. El aumento del derrotismo, de las deserciones y la falta de control gubernamental del Ejército tuvieron importantes consecuencias: los soldados que abandonaban el frente, en su mayoría campesinos, llevaron con ellos la propaganda bolchevique que se extendió por las provincias y avivó el deseo de una entrega inmediata de las tierras; la falta de un instrumento de coerción impidió al Gobierno enfrentarse al caos creciente. Desaparecida la antigua policía zarista, las nuevas milicias no se hallaban bajo el control del Gobierno de Petrogrado y, a menudo, ni siquiera de los Gobiernos locales.
El Gobierno provisional trató de atajar el problema del desabastecimiento mediante tres medidas principales:
- El establecimiento del monopolio del grano[128][41] (22 de marzojul./ 4 de abrilgreg.) para tratar de acabar con la especulación[121] y el aumento de los precios.[134] Este indispuso a los comerciantes privados de grano y a los campesinos.[135][134] Los primeros declararon que el Estado sería incapaz de sustituirles[134] y los segundos lo veían como un robo legalizado de sus cosechas y prefirieron retenerlas,[134] venderlas a estraperlistas o convertirlas en licor.[135] Tras intentar en vano convencer a los campesinos para que vendiesen su grano al precio oficial, el 27 de agostojul./ 9 de septiembregreg. el Gobierno decidió duplicar el precio ofrecido, sin resultados.[135] La organización del sistema monopolístico fue además deficiente, lenta e incapaz de coaccionar al campesinado.[136]
- La imposición de cartillas de racionamiento.
- La creación de comités de suministros para encargarse de la colección de las cosechas. A menudo impotentes para imponer su autoridad o formados por intereses opuestos que complicaban su funcionamiento.[137]

Incluso el moderado sindicato ferroviario, Vikzhel, acabó por respaldar una huelga en el otoño para lograr el aumento de los salarios de los trabajadores que paralizó importantes líneas a comienzos de octubre (24 de septiembrejul./ 7 de octubregreg.), aunque no las del frente; en total, 39 de las 51 líneas de larga distancia siguieron la huelga. El Gobierno cedió parcialmente a las exigencias y dos días más tarde el sindicato acabó con la huelga; la calma que siguió, no obstante, era más aparente que real.
Poco antes de la Revolución de Octubre, la competencia entre el Ejército y la población civil por los alimentos era pública y en varios lugares los mandos tuvieron que ceder parte de las escasas vituallas a la población para evitar revueltas y ataques a los almacenes militares.
La incapacidad del Gobierno para acabar con el problema del desabastecimiento hundió a Kérenski, condujo al enfrentamiento entre el campo y las ciudades, que se acusaban mutuamente de ser los culpables del mismo, y fomentó la especulación.

### Crisis financiera

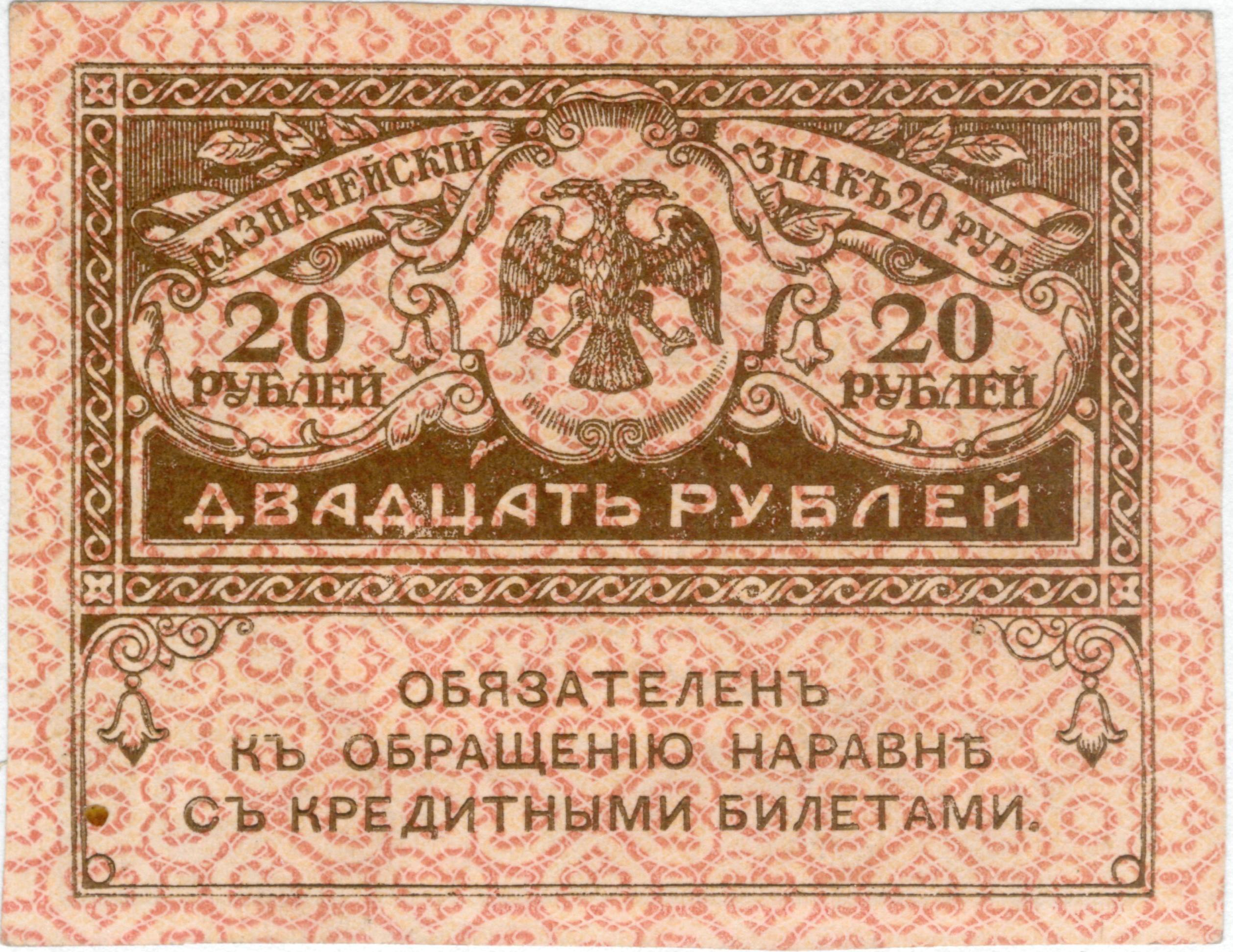
Billete de 20 rublos emitido en 1917 (kérenka).

El déficit presupuestario condujo a la inflación y a la depreciación del rublo. Mientras el Gobierno imprimía gran cantidad de moneda, la confianza de la población en esta disminuía. Las clases adineradas trataron de transferir sus bienes al extranjero por cualquier método, incluso ilegal. Las nuevas emisiones de moneda, llamadas popularmente «kérenki», perdieron valor a ojos de la población.
El intento del Gobierno de obtener crédito a través de bonos del llamado «crédito por la libertad» resultó un fracaso e intensificó la división social entre las clases privilegiadas, que lo respaldaron, y las bajas, que lo rechazaron. La alta burguesía rusa, sin embargo, no subscribió de forma destacada el empréstito. La ayuda financiera Aliada, que se había reducido sustancialmente en enero, continuó menguando, en parte por la percepción de los Gobiernos Aliados y sus representantes en el país de que la situación del Ejército impediría que este llevase a cabo operaciones de ataque relevantes.
El Gobierno carecía de una política financiera bien perfilada; implantó diversos monopolios y trató de frenar la inflación, controlar los gastos y aumentar los ingresos, a la vez que garantizaba a los inversores extranjeros sus préstamos, incluidos los suscritos por el antiguo régimen zarista. A finales de junio, el Gobierno aprobó una ley que grababa enormemente los beneficios —pero no el capital— obtenidos en los últimos años, aunque facilitaba a la vez evitar los pagos; los industriales y financieros criticaron duramente la medida.

## Gabinetes del periodo interrevolucionario

### Primer gabinete

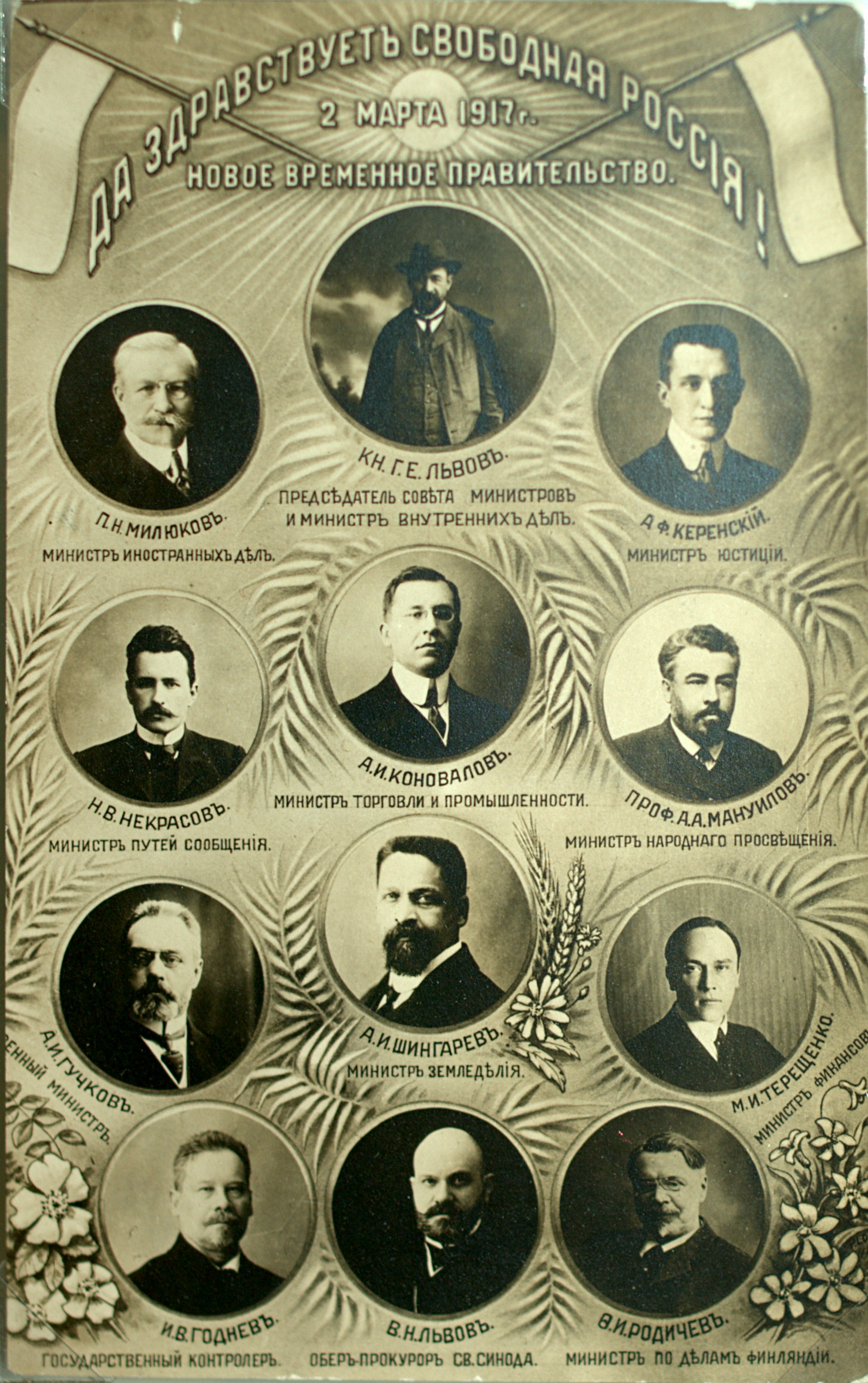
Ministros del primer gabinete del Gobierno provisional.

Los miembros más destacados del primer gabinete del Gobierno provisional fueron políticos de los partidos liberales, entre ellos el profesor de historia Pável Miliukov (en la cartera de Asuntos Exteriores y figura dominante del Gobierno), Nikolái Nekrásov (Transporte), Andréi Shingariov (Agricultura) y Aleksandr Manúilov (Educación), todos ellos miembros del Partido Democrático Constitucional. El ministerio de la Guerra quedó en manos del magnate conservador Aleksandr Guchkov, del más conservador Partido Octubrista. Finanzas pasó a estar dirigido por Mijaíl Teréshchenko, magnate surgido de la nada, mientras que para Justicia se nombró al socialrrevolucionario Aleksandr Kérensky, que infringió la prohibición del Sóviet de Petrogrado de que los socialistas ingresasen en el Gobierno.
El Gobierno, elegido principalmente por la Cuarta Duma que se había formado por un censo muy restringido, no era tan representativo de la población como pareció a muchos contemporáneos. Los consejos (sóviets), surgidos en febrero y durante el resto de la primavera por toda Rusia, crearon en mayo y junio unos consejos ejecutivos (uno de campesinos y otro de soldados y trabajadores) que, en conjunto, eran un mejor reflejo de la población y constituían un centro de poder alternativo al Gobierno. Los desacuerdos entre el Gobierno, liberal fundamentalmente y decidido a posponer la reforma agraria y a continuar la guerra hasta lograr la victoria, y el Sóviet de Petrogrado, formado por socialistas deseosos de aplicar reformas sociales, aparecieron pronto. Estos diferentes puntos de vista se plasmaron ya en la ausencia de una postura sobre la guerra y el problema de la tierra en el programa del Gobierno publicado el 2 de marzojul./ 15 de marzo de 1917greg.. A pesar de ello, fue durante el periodo de este primer gabinete del Gobierno provisional cuando se llevó a cabo el grueso de la tarea legislativa aprobada durante los ocho meses anteriores a la Revolución de Octubre.
Los sóviets (consejos) hasta el otoño de 1917 no constituyeron una amenaza seria para el Gobierno al estar controlados mayoritariamente por los partidos socialistas moderados (mencheviques y socialrrevolucionarios), partidarios de mantener la coalición con los elementos liberales y del mantenimiento del esfuerzo bélico hasta el logro de una paz negociada. Los elementos más radicales, entre ellos los bolcheviques de Lenin, recién regresado a Rusia en abril, eran minoritarios, tanto en los sóviets como en las simpatías de soldados, campesinos y trabajadores, y contaban entre ellos con un ala moderada (Lev Kámenev) reacia a la confrontación con el Gobierno y la ruptura con los demás socialistas, más moderados. La situación de debilidad de los radicales hizo que el propio partido bolchevique se comprometiese en abril sólo vagamente a emprender una revolución socialista, sin fijar fecha ni procedimiento para llevarla a cabo («Tesis de abril»).
El deterioro de la situación económica a lo largo de la primavera supuso, sin embargo, una desilusión creciente de una parte importante de la población con el nuevo Gobierno. La continuación de la guerra, la agudización de la crisis alimentaria y la escasez de artículos, la inflación creciente y el caos en los suministros a las ciudades y al campo, el fracaso del racionamiento implantado por el Gobierno deslucieron las esperanzas originales. A lo largo de la primavera, el interés del Gobierno por mantener el frente y sus declaraciones patrióticas hicieron que un número creciente de trabajadores y soldados comenzase a ver al mismo como representante únicamente de las clases adineradas, alejado del pueblo. Los sóviets ganaron prestigio, considerándose las instituciones verdaderamente democráticas, en contraste con el Gobierno.
A pesar de la promesa de reunir la Asamblea constituyente lo antes posible, el Gobierno realizó los preparativos muy lentamente: la junta que debía redactar el estatuto que había de regular las votaciones a la Asamblea se fundó formalmente el 25 de marzojul./ 7 de abrilgreg., los delegados del Sóviet a la junta se eligieron a mediados de mayo y esta se reunió por primera vez el 25 de mayojul./ 7 de juniogreg.. El Gobierno finalmente propuso la fecha de elecciones para el 17 de septiembrejul./ 30 de septiembregreg. y la de apertura de la Asamblea para el 30 de septiembrejul./ 13 de octubregreg., propuestas que Kérenski reiteró el 8 de juliojul./ 21 de juliogreg.; el 9 de agostojul./ 22 de agostogreg., sin embargo, el Gobierno decidió retrasar las elecciones al 12 de noviembrejul./ 25 de noviembregreg. y la reunión de la Asamblea al 28 de noviembrejul./ 11 de diciembregreg.. La lentitud en los trabajos preparatorios y el posponer la reunión de la Asamblea se debió en gran parte a la actitud de los kadetes. La primera fecha elegida por el Gobierno se fijó por la presión de los bolcheviques en las calles, ante las continuas desavenencias en la junta electoral y los intentos de los kadetes de retrasar las elecciones y la apertura de la Asamblea. Para cuando finalmente se llevaron a cabo las elecciones a la Asamblea, el Gobierno provisional había sido sustituido por otro soviético, el Sovnarkom.
Fue la posición gubernamental ante la guerra, publicada por primera vez el 7 de marzojul./ 20 de marzogreg., la que condujo a la primera crisis de Gobierno del periodo y a la formación del primer gabinete de coalición social-liberal. Los liberales con Miliukov a la cabeza deseaban continuar la contienda hasta la victoria y no estaban dispuestos a abandonar las compensaciones acordadas con el resto de países Aliados durante el periodo anterior, actitud que no compartía la mayoría de la población, harta ya para entonces del conflicto. El desacuerdo llevó a manifestaciones de ambos bandos y a choques violentos con derramamiento de sangre; el temor a desencadenar una guerra civil llevó al Gobierno y al Soviet de Petrogrado a pactar una solución que no acabó, sin embargo, con la dualidad en el poder.

### Segundo gabinete, coalición de partidos liberales y socialistas

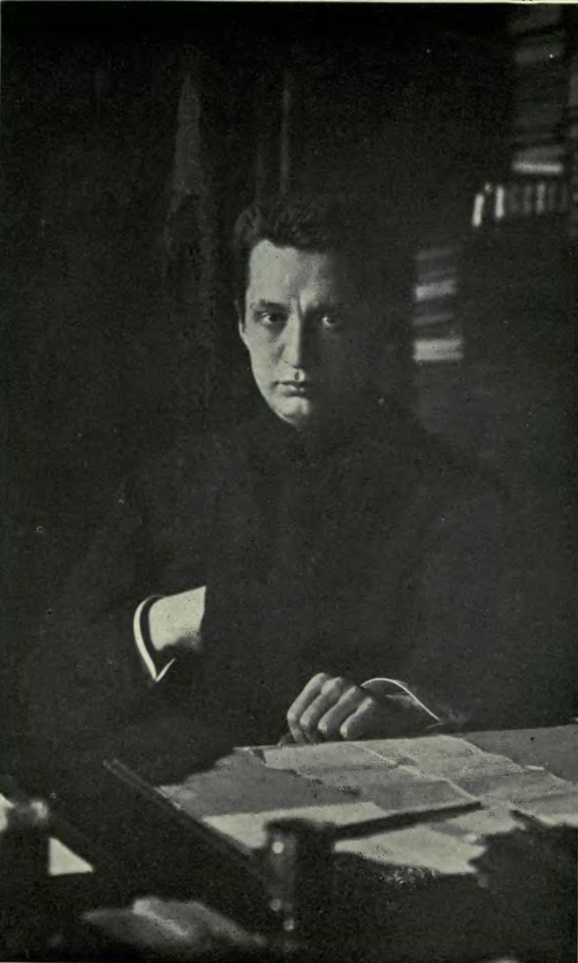
Kérenski, figura clave de los Gobiernos de coalición entre liberales y socialistas moderados.

Tras las protestas contra la continuación de la guerra en abril, que solo fueron disueltas gracias a la intercesión del Sóviet de Petrogrado, Miliukov y Guchkov abandonaron el Gobierno y algunos destacados socialistas asumieron carteras, como el notable menchevique Irakli Tsereteli (Correos y Telégrafos), Matvéi Skóbelev (también menchevique, Trabajo) o los socialrevolucionarios Viktor Chernov (Agricultura), Pável Perevérzev (Justicia), Alekséi Peshejónov (Abastecimiento) o el popular Kérenski (Guerra y Marina). El nombramiento de este se debió al deseo de que fuese capaz de revitalizar el espíritu combativo de las tropas gracias a su popularidad revolucionaria. La entrada en el ejecutivo de ministros socialistas no fue, sin embargo, inmediata, y supuso un cambio sustancial en la anterior postura del Sóviet de Petrogrado, en el que todavía una minoría sostuvo la anterior postura de permanecer fuera del Gobierno. Las discusiones entre liberales y socialistas se alargaron durante días y solamente la intervención final de Kérenski hizo posible el acuerdo, que se anunció al día siguiente, el 5 de mayojul./ 18 de mayo de 1917greg.. El III Congreso del Partido Social-Revolucionario aprobó la entrada de sus miembros en la coalición (Perevérzev no recibió aprobación, lo que se considera prueba de que en realidad no pertenecía a la formación).
Los cambios en el Gobierno no afectaron a su carácter: los liberales tenían como objetivo entorpecer las reformas hasta la convocatoria de la asamblea constituyente, reforzar el poder gubernamental y mantener el esfuerzo bélico; mientras que los socialistas se preocupaban de satisfacer las ansias populares por reformas inmediatas y tratar de lograr una paz sin indemnizaciones de guerra ni anexiones lo más rápidamente posible. Las tensiones en el Gobierno se agudizaron; a las diferencias políticas entre socialistas y liberales se unió la incapacidad de mantener la coalición entre estos y cumplir a la vez las ansias de la población. Incluso numéricamente los ministros socialistas (seis) estaban en minoría respecto a los liberales (nueve), además de no ser un grupo cohesionado dentro del gabinete. La inclusión de los socialistas moderados en este les hizo perder popularidad y su imagen quedó asociada a los fracasos del Gobierno, lo que favoreció a los bolcheviques, única fuerza relevante de oposición. El relevo de Miliukov tampoco cambió la política exterior ni la actitud frente a la guerra del Gobierno, que quedó en manos de Teréshchenko, quien continuó la línea de su antecesor, pero con más discreción. El nuevo gabinete prometió luchar contra la desorganización de la economía, mejorar las condiciones de trabajo, aumentar los impuestos sobre los beneficios excesivos, aumentar el autogobierno y convocar cuanto antes la asamblea constituyente, pero la cuestión de la propiedad de la tierra quedaba pospuesta hasta la reunión de la asamblea. Su principal objetivo, sin embargo, era el reforzamiento del Ejército; a finales de mayo, Kérenski comenzó sus esfuerzos para mejorar su moral y favorecer la próxima ofensiva, que todas las fuerzas políticas apoyaron a excepción de la extrema izquierda. Para la derecha, el fortalecimiento de las fuerzas armadas podría servir incluso para debilitar a sus rivales de izquierda. Para los socialistas moderados, la ofensiva era necesaria para demostrar la fuerza del país y reforzar así su posición a favor de la paz ante los demás países enfrentados en la guerra. A pesar de este amplio apoyo político, la población mantenía un intenso rechazo a la guerra, que desembocó en las Jornadas de Julio.
El 3 de juniojul./ 16 de juniogreg., comenzó el Primer Congreso Panruso de los Sóviets, dominado por la fracción defensista revolucionaria encabezada por Tsereteli. La posibilidad, aún aparentemente viable, de que se lograse la paz a través del plan de la dirección del consejo de una conferencia socialista seguida de una negociación de los contendientes, le otorgó el respaldo mayoritario de los delegados, que aprobaron su programa. Los dirigentes del Sóviet de la capital pusieron en marcha dos medidas para favorecer sus planes de paz: tratar de recabar el apoyo de la población en las naciones beligerantes a su conferencia de paz mediante el envío de una delegación socialista a los países Aliados y apoyar la inminente ofensiva militar que debía servir, en su opinión, para reforzar la importancia de Rusia ante los Aliados y demostrar que seguía siendo una gran potencia. Esta última medida condujo a la pérdida de respaldo de la población, que se oponía a la continuación de la guerra incluso si se justificaba como un paso necesario para alcanzar la paz. La ofensiva militar fue muy impopular y resultó una catástrofe militar y política. El optimismo de la primavera dio paso a un verano de desilusión por la incapacidad del Gobierno de resolver los graves problemas del país y repleto de crisis políticas constantes y empeoramiento de la situación económica.
En vísperas del fracasado alzamiento contra el Gobierno a mediados de julio, este se hallaba gravemente debilitado por la retirada de los ministros kadetes el 2 de juliojul./ 15 de juliogreg., que dejó al gabinete únicamente con cinco ministros liberales y seis socialistas. Únicamente el rechazo de la mayoría en el Sóviet de Petrogrado a tomar el poder como exigían los manifestantes armados, la fidelidad al Sóviet de las tropas del frente, que hubieron de ser despachadas finalmente a la capital, y el efecto sobre las unidades indecisas de Petrogrado de la acusación del Gobierno contra Lenin como agente alemán hicieron fracasar el golpe. El aplastamiento de las protestas el 5 de juliojul./ 18 de juliogreg. no acabó, sin embargo, con la crisis gubernamental: al día siguiente, los Imperios desencadenaban una contraofensiva que barrió a las unidades rusas y dos días más tarde dimitía el primer ministro Lvov. El fracaso de la ofensiva militar desbarató los planes de paz de los defensistas del Sóviet de Petrogrado y del Gobierno.

### Kérenski primer ministro, gabinete provisional y segunda coalición
Tras rechazar Lvov el programa de Gobierno exigido por los dirigentes del Sóviet de Petrogrado, dimitió como esperaban estos y Kérenski, que lo sucedió como primer ministro. Inmediatamente se abandonaron varias medidas del programa que habían conducido a la renuncia de Lvov (abolición de la Duma, proclamación de la república y diversas medidas agrarias). El nuevo Consejo de Ministros con Kérenski al frente, formado la noche del 7 de juliojul./ 20 de julio de 1917greg., no contaba con representantes de los kadetes, aunque sí con un liberal que se había separado de ellos. Los socialistas Tsereteli (nuevo ministro de Interior) y Chernov (todavía en Agricultura) permanecieron en el ejecutivo. El anuncio de su formación coincidió con la noticia de una grave derrota militar en el frente que causó nuevas revueltas en la capital.
Los intentos de reforma agraria de Chernov en el verano produjeron una gran tensión interna en el gabinete, y los kadetes exigieron su expulsión para continuar en el Gobierno. Las relaciones entre socialistas y liberales no eran buenas y ya el 19 de mayojul./ 1 de junio de 1917greg. había dimitido el ministro kadete de Industria y Comercio A. I. Konoválov y más tarde había sufrido duras críticas el también kadete A. A. Manúilov, ministro de Educación.
Al desacuerdo en política agraria, se sumó la tensión entre el gabinete y las minorías: aunque tras la revolución la discriminación había sido abolida, solo en el caso de Polonia se había prometido la independencia de una de las minorías del Estado. La relación con Finlandia, a la que se habían ofrecido concesiones consideradas por los nacionalistas insuficientes, era mala y, con el resto, la política gubernamental se había limitado a posponer cualquier cambio a la reunión de la asamblea constituyente. Esta situación, en general insatisfactoria, había empeorado por las acciones de los nacionalistas ucranianos, que formaron un Gobierno autónomo, la Rada Central Ucraniana, que se arrogó en julio el poder en la región, acción rechazada por el Gobierno de Petrogrado. Los intentos de conciliación de algunos de los ministros progresistas fueron rechazados por los kadetes, que utilizaron el desacuerdo para dimitir, a pesar de no limitarse este a la cuestión ucraniana, sino que era la política agraria la causa fundamental de las desavenencias y de la renuncia. Cuatro ministros abandonaron el ejecutivo mientras que Nekrásov, kadete, pero muy independiente, abandonó el partido para permanecer en el Gobierno.
Tras el fracasado intento de golpe contra el Gobierno a comienzos de julio, apoyado por el ala radical del partido bolchevique, el Gobierno trató infructuosamente de reforzar su autoridad y aplastar a los radicales de izquierda, con escaso éxito más allá de las apariencias. El arresto de algunos dirigentes bolcheviques no impidió la fuga de otros (como el propio Lenin) y el Gobierno se mostró incapaz de someterlos a juicio a pesar de las presiones de los conservadores.
La crisis política duró alrededor de veinte días, hasta que se pudo formar un nuevo gabinete a comienzos de agosto. Los kadetes se habían opuesto hasta ese momento a volver al Consejo de Ministros si este quedaba a merced de una mayoría socialista y tenía como objetivo la aplicación del programa del Soviet de Petrogrado.

### Cuarto gabinete, tercera coalición, el regreso de loskadetesy el golpe de Kornílov

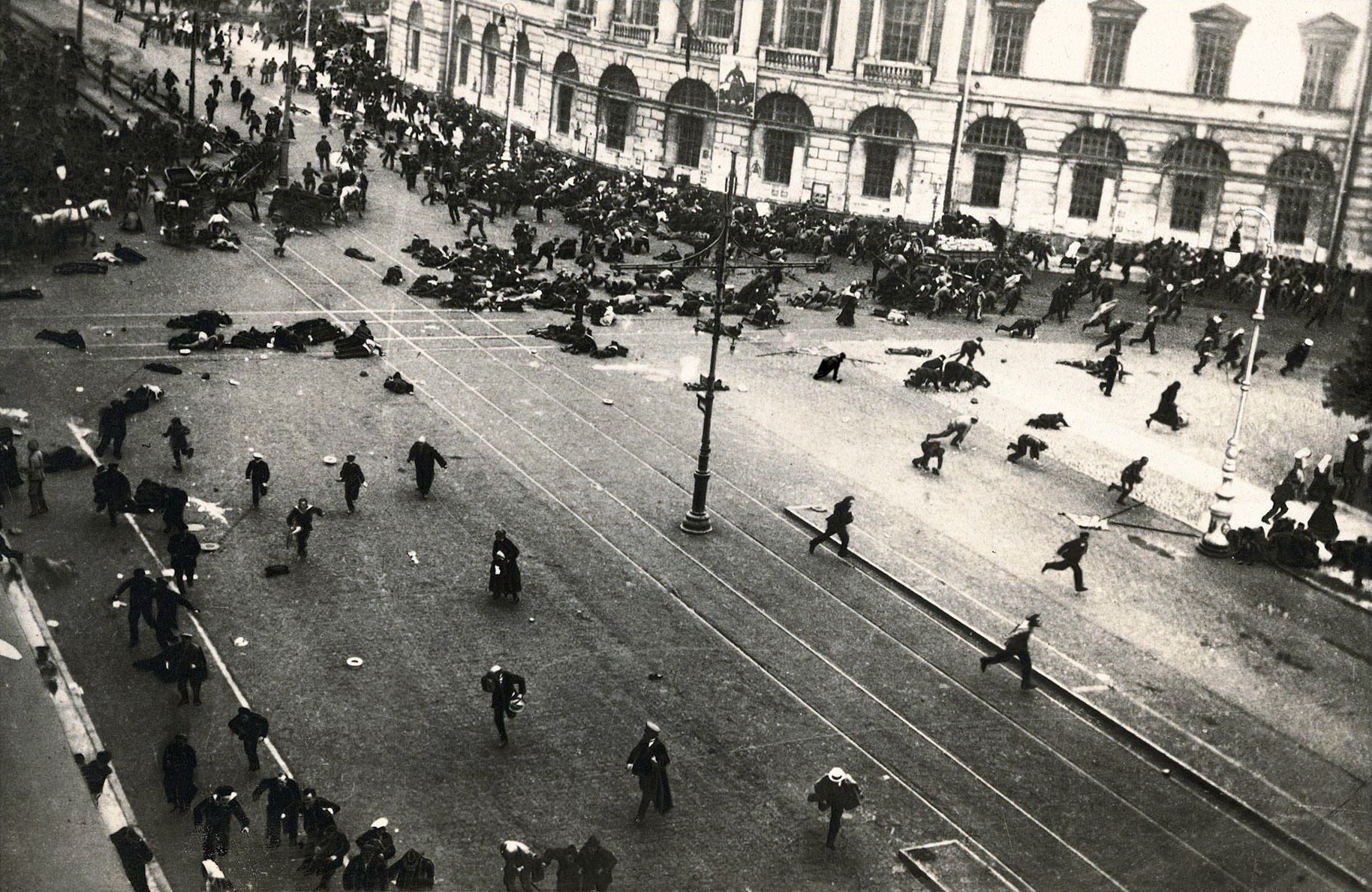
Escena de la revuelta de comienzos de julio de 1917, que debilitó temporalmente el ascenso bolchevique.

El 2 de juliojul./ 15 de julio de 1917greg. dimitió el segundo gabinete y Kérenski no logró formar uno nuevo hasta el 10 de juliojul./ 23 de juliogreg.. Las largas y complicadas negociaciones con los kadetes para que regresasen al Gobierno concluyeron con su vuelta al Consejo de Ministros, ya presidido por Kérenski, que recibió amplios poderes además de conservar el Ministerio de Defensa. Por exigencia de los kadetes, los ministros quedaban libres de responder ante sus partidos o ante el Sóviet de Petrogrado, que se comprometía a no interferir en la labor de gobierno. Kérenski había forzado el nuevo acuerdo entre socialistas y liberales amenazando con dimitir; tras el pacto del 22 de juliojul./ 4 de agostogreg. el gabinete tomó posesión dos días más tarde, con cuatro ministros kadetes, otros tres liberales y varios ministros socialistas. Tsereteli abandonó el Gobierno, pero permanecieron Skóbelev y Chernov, este a pesar del rechazo de los kadetes. Kérenski logró que los kadetes regresasen al Gobierno y que aceptasen a Chernov, al que no tenía simpatía, pero consideraba necesario. El nuevo Gobierno, débil, quedó controlado por el triunvirato formado por Kérenski, Teréshchenko y Nekrásov. Los kadetes impusieron en la práctica a Kérenski un veto que impedía la promulgación de nuevas reformas sociales y políticas hasta la resolución de estas cuestiones por la Asamblea constituyente cuya reunión, por su parte, trataron de retrasar. Pocas semanas después, para satisfacción de Miliukov, el Gobierno pospuso la elección de la Asamblea. La preocupación kadete por la Asamblea se debía tanto a su deseo de que las elecciones se realizasen democráticamente y de acuerdo a derecho como a su temor de que el resultado los privase del gran poder del que disfrutaban en el Gobierno provisional.
Días antes, el 19 de juliojul./ 1 de agostogreg., Kérenski había nombrado al general Lavr Kornílov comandante en jefe del Ejército ruso; este había exigido autonomía para restaurar la disciplina en las fuerzas armadas que seis días más tarde habían perdido Riga, tomada por unidades alemanas.

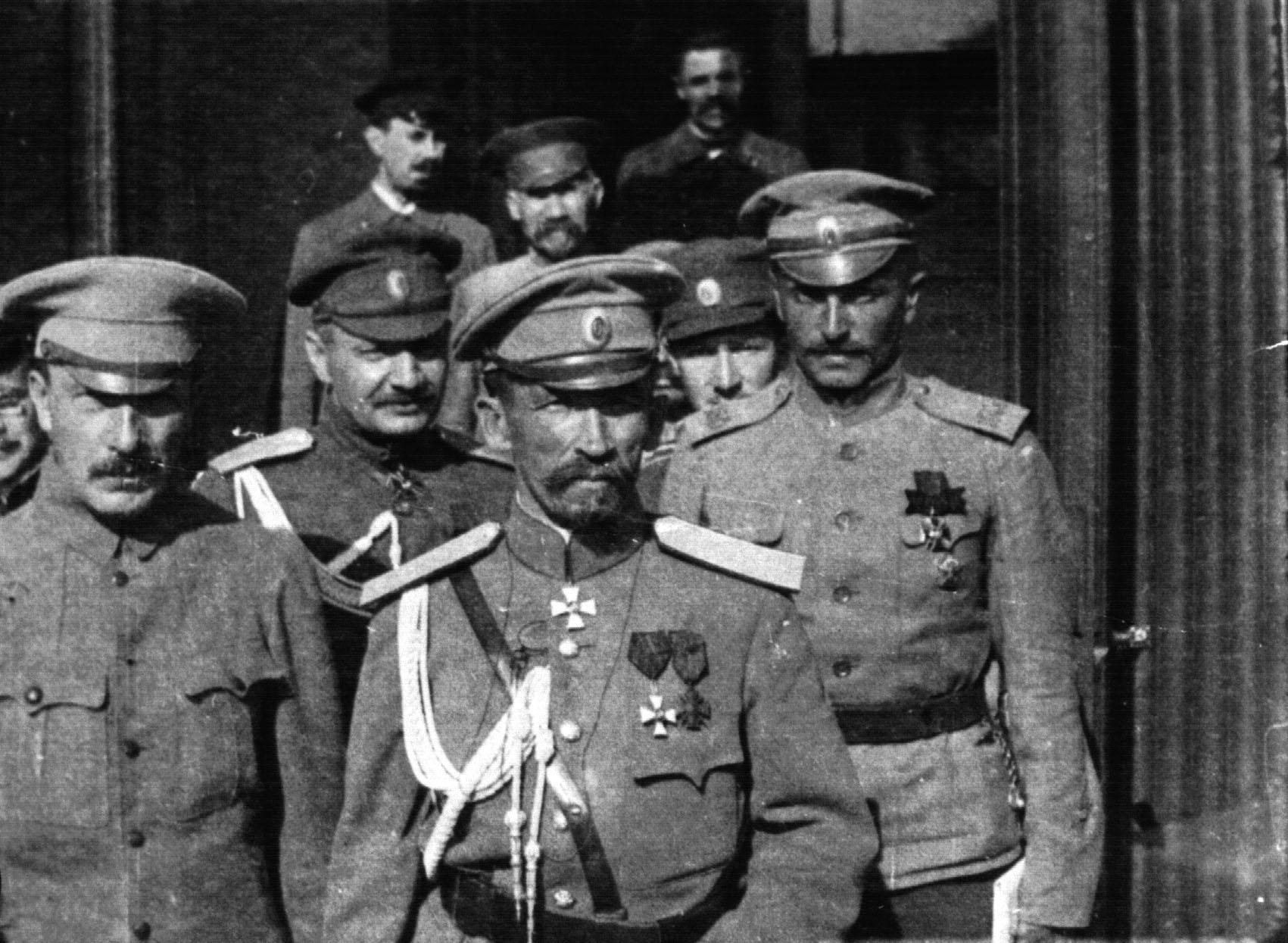
Lavr Kornílov, comandante en jefe del Ejército ruso y cabecilla del fracasado golpe de Estado contrarrevolucionario en septiembre de 1917.

El tercer gabinete se caracterizó por la abundancia de relevos entre los ministros que acentuó el caos administrativo. Tras el aparente aplastamiento del poder de los bolcheviques a mediados de julio, a finales del mes y en agosto se comenzó a notar una nueva radicalización de la población ante el agravamiento de la crisis. La situación alimenticia a mediados de agosto en la capital se volvió desesperada, el 1 de septiembre los alemanes ocuparon Riga, la anarquía se extendía junto con las ocupaciones de fincas por los campesinos, mientras los movimientos autonomistas no encontraban freno en el Gobierno y los soldados del frente adoptaban posturas cada vez más radicales a favor de las reformas.
Consciente del descontento popular, Kérenski no logró, no obstante, acordar entre sus ministros un programa de reformas que enderezase en parte la situación y no se decidió a aplicar una represión radical; el Gobierno quedó paralizado. Ante esta situación, influyentes elementos liberales y conservadores comenzaron a plantearse la posibilidad de apoyar un intento de implantar un Gobierno militar que restaurase el orden en el frente y frenase el caos creciente. La mayoría del Partido Democrático Constitucional, encabezado por Miliukov, adoptó esta postura, mientras una minoría mantenía su respaldo a la coalición con los socialistas.
Las organizaciones partidarias de un Gobierno militar sopesaron varios candidatos para el puesto de dictador, decantándose finalmente por el general Lavr Kornílov, comandante en jefe del Ejército, valiente, pero poco inteligente, de ideas políticas conservadoras y algo primitivas. Tras el fracaso de la intentona militar a comienzos de septiembre, el poder real del Gobierno desapareció. Se esfumó definitivamente el espíritu de cooperación entre socialistas moderados y liberales en los que se basaba su autoridad. Importantes socialistas que habían defendido anteriormente la cooperación con los kadetes comenzaron a criticar la continuación de la colaboración, como el exministro socialrevolucionario Víctor Chernov; entre los mencheviques creció el respaldo a la corriente internacionalista opuesta a los pactos con los liberales.

### El directorio y el quinto gabinete
Kérenski creó un directorio de cinco miembros el 1 de septiembrejul./ 14 de septiembregreg., al tiempo que proclamaba la república. Carente de figuras políticas de relevancia, en el fondo supuso la creación de un Gobierno personal del primer ministro, que quedó teóricamente reforzado por el nombramiento de Kérenski como comandante en jefe del Ejército; la autoridad civil y militar del país quedó en sus manos. Consciente de su debilidad política, buscó recuperar el apoyo de los kadetes a pesar de la hostilidad hacia estos de gran parte de los dirigentes socialistas tras el intento de golpe de Estado. Este aumentó el respaldo a los bolcheviques, que acusaron a los socialistas moderados que habían controlado hasta entonces el Sóviet de la capital de connivencia con el Gobierno y los militares en el golpe. El debilitamiento de los socialistas moderados se plasmó en la pérdida de la presidencia del Sóviet capitalino el 9 de septiembrejul./ 22 de septiembregreg., que Trotski pasó a presidir dieciséis días más tarde; los moderados tuvieron que continuar sus actividades a través del Comité Ejecutivo Central Panruso, elegido en el Primer Congreso de los Sóviets en junio y que aún controlaban. Incluso entre los socialistas moderados creció el rechazo a continuar con los gabinetes de coalición con los liberales. Con gran esfuerzo, sin embargo, Tsereteli y sus partidarios lograron mantener el apoyo socialista a la coalición en la «Conferencia democrática» a comienzos de octubre: las confusas votaciones que aprobaron la continuación de la coalición, pero rechazaron que esta incluyese al último partido liberal significativo —los kadetes— dieron paso al encargo a Tsereteli de aclarar la situación con Kérenski.

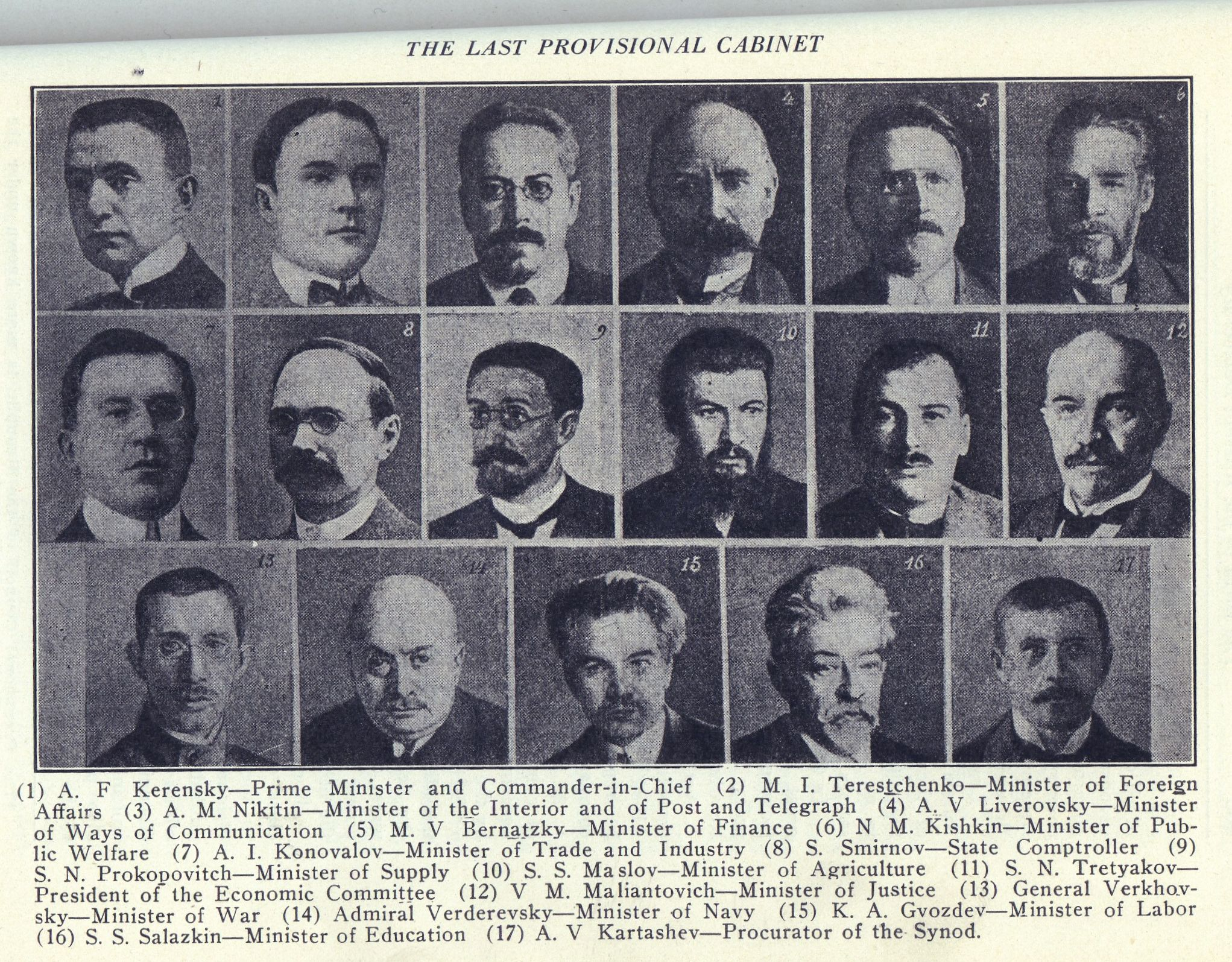
El último Gobierno provisional.

Un nuevo Consejo de Ministros de coalición —con dos ministros socialistas— acabó formándose el 25 de septiembrejul./ 8 de octubregreg.. A pesar de las votaciones contrarias de los socialistas durante la Conferencia democrática, Tsereteli logró la aprobación final de la nueva coalición, incluso después de no lograr mantener su promesa a los delegados socialistas de que el nuevo Gobierno respondería ante el Preparlamento formado por la conferencia. Este último Gobierno fue débil, poco más que una camarilla de Kérenski carente de verdadero apoyo de socialistas y liberales, que se enzarzaron pronto en disputas en el Preparlamento. Los ministros eran figuras de segunda fila de la política nacional y, a pesar del reforzamiento de las corrientes izquierdistas en el país tras el golpe frustrado, más conservadores que sus predecesores.

## La revolución bolchevique y el fin del Gobierno provisional

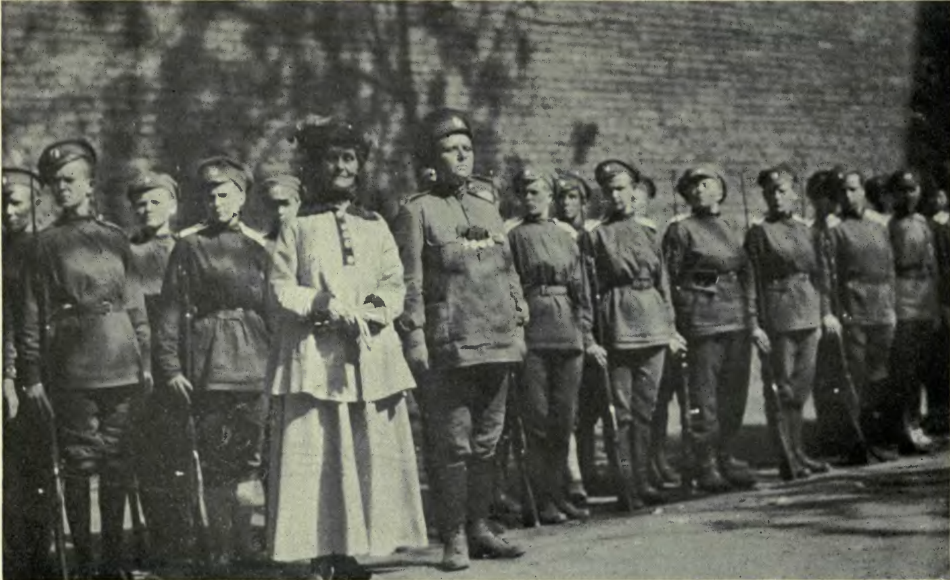
El Batallón de mujeres, último defensor del Gobierno provisional, junto a la sufragista británica Emmeline Pankhurst y la suboficial María Bochkariova.

Para el otoño, el respaldo a los bolcheviques, que se presentaban como la oposición por antonomasia tanto al Gobierno como a la dirección del Sóviet capitalino defensista, había crecido notablemente, superando a sus rivales socialistas mencheviques e incluso a los socialrevolucionarios en muchas localidades. La incapacidad del Gobierno y del Sóviet de Petrogrado para acabar con la guerra, con el problema de la tierra, de los nacionalismos o con la crisis económica que se agudizaba reforzó la posición bolchevique y la de la izquierda radical en general. Ante el creciente desprestigio de la coalición social-liberal entre obreros y trabajadores, los bolcheviques parecieron cada vez más la alternativa decidida a resolver rápidamente los problemas del país. La falta de soluciones para los problemas políticos, sociales y económicos llevó a un clamor a favor de un cambio radical de Gobierno en un ambiente de crisis continua y creciente. La imposibilidad de atajar la crisis económica, sin acabar antes con la guerra, hizo que el deseo de paz se convirtiese en abrumador. La amenaza alemana a Petrogrado, que se acentuó en el otoño, llevó también al Gobierno a anunciar planes para enviar parte de la guarnición de la capital al frente para defender la ciudad y para evacuar las principales industrias; ambas medidas favorecieron a los radicales y partidarios de transferir el poder a los sóviets y se tachó al Gobierno de planear una contrarrevolución. La crisis económica, caracterizada por un aumento de la inflación —los precios casi se cuadruplicaron entre julio y octubre— y un alarmante desabastecimiento en la capital, también favorecieron el radicalismo político. A finales de octubre, Petrogrado contaba con alimento únicamente para unos pocos días y el abastecimiento era insuficiente; los más pobres volvieron a enfrentarse al hambre. La inflación acabó con las mejoras salariales de los obreros industriales, la producción cayó y para final de año se estimaba que la mitad de las fábricas de la ciudad tendrían que cerrar por falta de combustible y materias primas. El sentimiento de crisis nacional se vio reforzado además por el gran aumento de los delitos y desórdenes públicos, muy aireados por la prensa; la percepción popular era la de un Gobierno desbordado por la situación y un cuerpo policial —la milicia— insuficiente. Los cientos de miles de desertores que vagaban por el país en el otoño favorecieron los desórdenes y la impresión de crisis social y política. El hundimiento bursátil tras el fallido golpe de Kornílov empobreció a una parte de las clases medias y desató el caos financiero; el Gobierno tenía cada vez más dificultades para recaudar impuestos. La agitación en el campo y en las ciudades creció, así como las exigencias de los nacionalistas. Esta situación de crisis fomentó los debates sobre la necesidad de que el Gobierno actuase y de la posibilidad de que este fuese sustituido por otro.
El Gobierno fue derrocado con extrema facilidad por los bolcheviques, que instauraron su propio «Gobierno provisional», el Sovnarkom, el 25 de octubrejul./ 7 de noviembregreg. en la conocida como Revolución de Octubre. A pesar de que el plan bolchevique para tomar el poder era conocido desde hacía semanas, el Gobierno, debilitadísimo, fue incapaz de impedirlo. Contaba para entonces con escasas simpatías en la capital y el campo y con aún más escasos defensores. Trotski, el principal organizador de la toma del poder por los bolcheviques, aprovechó el apoyo de las masas al Sóviet de Petrogrado para presentarla como el traspaso de poder del Gobierno provisional a los sóviets, no a los bolcheviques. Consciente de la importancia de tener el respaldo militar, se aseguró de controlar el Comité Militar Revolucionario de Petrogrado al que, a su vez, obedecía la guarnición de la capital. El 23 de octubrejul./ 5 de noviembregreg. la gran mayoría de las unidades militares de la capital expresaron su sometimiento al Comité Militar Revolucionario y los infructuosos intentos de Kérenski por desbaratar el golpe al día siguiente sirvieron simplemente para que Trotski presentase el golpe como una medida defensiva de los sóviets, que tuvo lugar con escasos enfrentamientos.

## Consecuencias e impacto
El Gobierno provisional nunca había contado con un poder completo sobre el aparato del Estado, dependiendo del acuerdo de las fuerzas políticas y del respaldo popular a través de organizaciones como el Sóviet de Petrogrado ante su falta de legitimidad formal. A pesar de aprobar una ingente cantidad de leyes e importantes reformas políticas (amnistía, abolición de la discriminación religiosa o nacional, extensión de los derechos civiles, abrogación de la pena de muerte, igualdad de derechos para las mujeres, separación de la iglesia y del Estado, concesión de autonomía a diversas regiones...) y sociales (aprobación de la jornada de ocho horas, formación de comités de empresa, instauración de un Ministerio de Trabajo, implantación de un monopolio sobre el grano...) el Gobierno no pudo aplicar muchas de ellas por la falta de control administrativo del país. Sus intentos de publicitar las reformas aprobadas fueron un fracaso.
Para su desgracia, poco después de su formación, el Gobierno provisional se ganó la antipatía de grandes sectores de la población y quedó en una posición debilitada y vulnerable. Una de las causas principales de la impopularidad creciente del Gobierno fue su política agraria, que se granjeó la oposición del campesinado, lo que además influyó en la hostilidad de las tropas de la capital, de extracción campesina. El Gobierno no logró extender su control más allá de las ciudades de provincias y fue incapaz de convencer o forzar a los campesinos a entregar sus cosechas para abastecer las ciudades, lo que llevó al desabastecimiento de las mismas y a la radicalización de los trabajadores. La antigua administración se disolvió en numerosas ocasiones y los delegados gubernamentales, los comisarios, carecían en muchos casos de poder real para aplicar las decisiones del Consejo de Ministros. Este hubo de compartir autoridad con los sóviets que surgieron por todo el país además de con otras organizaciones. A pesar de contar con la responsabilidad de gobierno y la autoridad teórica, el poder residía a menudo no en el Consejo de Ministros, sino en estas organizaciones. Las coaliciones formales entre socialistas y liberales no pusieron fin a esta situación de tensión por el poder entre Gobierno y Sóviet de Petrogrado, que se repitió por todo el país. Los sucesivos gabinetes, casi en continua crisis, carecían además de la legitimidad de haber sido elegidos, ya que eran el resultado de acuerdos entre reducidos grupos de dirigentes políticos de la capital.
Los sucesivos gabinetes, inexpertos en la gestión del Estado, se mostraron incapaces de formular políticas claras y de aplicarlas con la celeridad requerida por la situación de crisis. Los cinco gabinetes mostraron además una perpetua división entre las tendencias presentes en su seno: la derecha, que desconfiaba de la institución del Sóviet de Petrogrado y la izquierda, temerosa de las posibles acciones del alto mando militar. Las disensiones internas llevaban continuamente a compromisos de mínimos para lograr el acuerdo interno. El empeño de los socialistas moderados en mantener la coalición con los liberales a pesar de las diferencias condujo además a la parálisis del Gobierno y al desprestigio de los socialistas. Los diversos Gobiernos no lograron tampoco acabar con la guerra, uno de los principales intereses de la población, agotada por el conflicto. El programa liberal, constituido fundamentalmente por la promulgación de una amnistía y de la extensión de derechos y libertades civiles a la población, se cumplió prácticamente en los dos primeros meses del periodo revolucionario, pero los objetivos más deseados por las masas (el fin de la guerra, la recuperación económica y el reparto de tierras) no fueron alcanzados por el Gobierno. La mayoría de la población no cifraba sus esperanzas en cambios políticos, sino en otros, sociales y económicos, que los bolcheviques supieron sintetizar en sus lemas favorables al control obrero de las fábricas, el reparto de las fincas de los terratenientes y el fin de la guerra mundial. Los liberales entorpecieron en gran medida su consecución al defender la continuación de los combates hasta la victoria, mantener los objetivos de guerra imperialistas del antiguo régimen, oponerse a la reforma agraria o rechazar control obrero de la industria. Lograron además posponer la reunión de la asamblea constituyente. La insistencia gubernamental en posponer cualquier medida fundamental —la reforma agraria, la situación de las minorías...— hasta la reunión de la asamblea constituyente y el continuo retraso de su convocatoria minaron su posición. Estos retrasos permitieron duras críticas de la oposición, causaron el temor de la población a una contrarrevolución que terminase por impedir su reunión y favorecieron a los partidarios de que los sóviets tomasen el poder como salvaguarda de la asamblea.
Los socialistas moderados, convencidos de la naturaleza burguesa de la revolución que había acabado con la autocracia, rechazaron tomar el poder. Temían además que una radicalización de la revolución llevase a la alianza de las fuerzas liberales y las reaccionarias que condujese a la contrarrevolución, como entendían que había sucedido con la revolución de 1905. La moderación de su posición los privó paulatinamente del apoyo de las masas, cada vez más radicales ante el deterioro de la situación económica causado por la guerra y la propia revolución. Opuestos una y otra vez a la toma del poder a pesar de las crecientes peticiones de las masas, miembros menores de la coalición e incapaces de aplicar las reformas exigidas por campesinos, soldados y obreros, los socialistas moderados acabaron por perder el respaldo inicial y facilitar el auge de los bolcheviques, única oposición dispuesta a defender los objetivos de la población. La izquierda radical se vio favorecida por una creciente crisis económica que generó descontento y agudizó los problemas políticos y sociales.

## Primeros ministros del Gobierno provisional
- Príncipe Gueorgui Yevguénievich Lvov (23 de marzo-21 de julio)
- Aleksandr Kérenski (21 de julio-8 de noviembre)